# 50a Divisió d'Infanteria (Northúmbria)
La 50a divisió d'infanteria (Northúmbria) anglès: 50th (Northumbrian) Infantry Division) va ser una divisió d'infanteria de l'exèrcit britànic que va tenir un servei distingit a la Segona Guerra Mundial. Abans de la guerra, la divisió formava part de l'Exèrcit Territorial (TA) i les dues T de les insígnies divisionals representen els dos rius principals de la seva àrea de reclutament, a saber, els rius Tyne i Tees. La divisió va servir en gairebé tots els principals compromisos de la Guerra Europea des de 1940 fins a finals de 1944 i també va servir amb distinció al nord d'Àfrica, el Mediterrani i l'Orient Mitjà des de mitjan 1941 fins a 1943. La 50a Divisió va ser una de les dues divisions britàniques (l'altra era la 3a d'Infanteria) que van desembarcar a Normandia el dia D, el 6 de juny de 1944, on va desembarcar a Gold Beach. Quatre homes de la divisió van rebre la Creu Victòria durant la guerra, més que qualsevol altra divisió de l'exèrcit britànic durant la Segona Guerra Mundial .

## Període d'entreguerres
L'any 1921, la Força Territorial es va reconstituir com a Exèrcit Territorial després de l'aprovació de la Llei de Milícia i Exèrcit Territorial de 1921. Això va donar lloc a la formació de la 50a Divisió d'Infanteria (Northúmbria). Contenia les mateixes brigades d'infanteria que abans, la 149a (batallons 4t i 7è dels Royal Northumberland Fusiliers), 150a (4t batalló dels Regiment East Yorkshire, 4t i 5è Green Howards i 5è d'Infanteria Lleugera de Durham) i 151a batallons 6è a 9è de la Infanteria Lleugera de Durham).

### Divisió de motor
El desenvolupament de la doctrina militar britànica durant el període d'entreguerres va donar lloc a tres tipus de divisions a finals de la dècada de 1930: la divisió d'infanteria, la divisió mòbil (més tard anomenada divisió blindada) i la divisió motora. L'historiador David French va escriure "El paper principal de la infanteria... era irrompre en la posició defensiva de l'enemic". Això seria explotat per la divisió mòbil, seguida de les divisions de motors que "realitzaran la consolidació ràpida del terreny capturat per les divisions mòbils" per tant "transformaran el 'rodatge' en un 'brevement'. ." Com a resultat, el 1938, l'exèrcit va decidir crear sis divisions de motor d'aquestes unitats de l'Exèrcit Territorial. Només tres divisions d'infanteria es van convertir en divisions de motor abans de la guerra, aquesta incloïa la 50a juntament amb la 55a (West Lancashire) i la 1a Londres. La reforma pretenia reduir la divisió de tres a dues brigades juntament amb una reducció similar de l'artilleria. French va escriure que la divisió de motor "coincidia amb la de les divisions motoritzades i lleugeres de l'exèrcit alemany. Però allà van acabar les similituds". Les divisions motoritzades alemanyes contenien tres brigades i estaven tan completament equipades com una divisió d'infanteria normal, mentre que les divisions lleugeres més petites contenien un batalló de tancs. Mentre que la divisió de motor, tot i que estava totalment motoritzada i capaç de transportar tota la seva infanteria, no contenia tancs i era "per altra banda molt més feble que les divisions d'infanteria normals" o les seves homòlegs alemanyes.
Després d'això, alguns dels batallons d'infanteria de la divisió es van convertir en regiments antiaeris,i tota la 149a Brigada es va convertir en unitats de suport divisionals per a altres formacions.

### Preparació a la Segona Guerra Mundial
Al llarg de la dècada de 1930, les tensions van créixer entre Alemanya i el Regne Unit i els seus Aliats. A finals de 1937 i 1938, les demandes alemanyes per a l'annexió dels Sudets a Txecoslovàquia van provocar una crisi internacional. Per evitar la guerra, el primer ministre britànic, Neville Chamberlain, es va reunir amb el canceller alemany Adolf Hitler al setembre i va arribar a l'Acord de Múnic, l'annexió alemanya dels Sudets. Chamberlain tenia la intenció que l'acord conduís a una major resolució pacífica de les diferències, però les relacions entre ambdós països aviat es van deteriorar. El 15 de març de 1939, Alemanya va incomplir els termes de l'acord envaint i ocupant les restes de l'estat txec.
El 29 de març, el secretari d'estat britànic per a la guerra, Leslie Hore-Belisha, va anunciar plans per augmentar l'exèrcit territorial (TA) de 130.000 homes a 340.000, duplicant el nombre de divisions. El pla era que les divisions existents reclutessin els seus establiments i després formessin divisions de Segona Línia a partir de quadres petits que poguessin ser construïts. Això va ser ajudat per un augment de les retribucions dels territorials, l'eliminació de les restriccions de promoció que havien estat un gran obstacle per a la contractació durant els anys anteriors, la construcció de barracons de millor qualitat i l'augment de les racions de sopar. La 23a Divisió (Northúmbria) s'havia de crear com una unitat de Segona Línia, un duplicat de la 50è (Northúmbria). Malgrat la intenció que l'exèrcit creixés, el programa es va complicar per la manca d'orientació central sobre el procés d'expansió i duplicació i problemes relacionats amb la manca d'instal·lacions, equipament i instructors. L'Oficina de Guerra havia previst que el procés de duplicació i reclutament del nombre requerit d'homes no trigaria més de sis mesos. La 50a Divisió de Motor (Northúmbria) va iniciar aquest procés al març, creant noves unitats basades al voltant d'un quadre inicial de només 25 oficials i homes. A l'abril, una conscripció limitada es va presentar. En aquell moment, 34.500 milicians, tots de 20 anys, van ser reclutats a l'exèrcit regular, inicialment per ser entrenats durant sis mesos abans de ser desplegats a les unitats de segona línia en formació. El procés va variar àmpliament a les divisions del TA. Alguns estaven preparats en setmanes, mentre que d'altres havien avançat poc quan va començar la Segona Guerra Mundial.

## Mesos inicials, França i el BEF

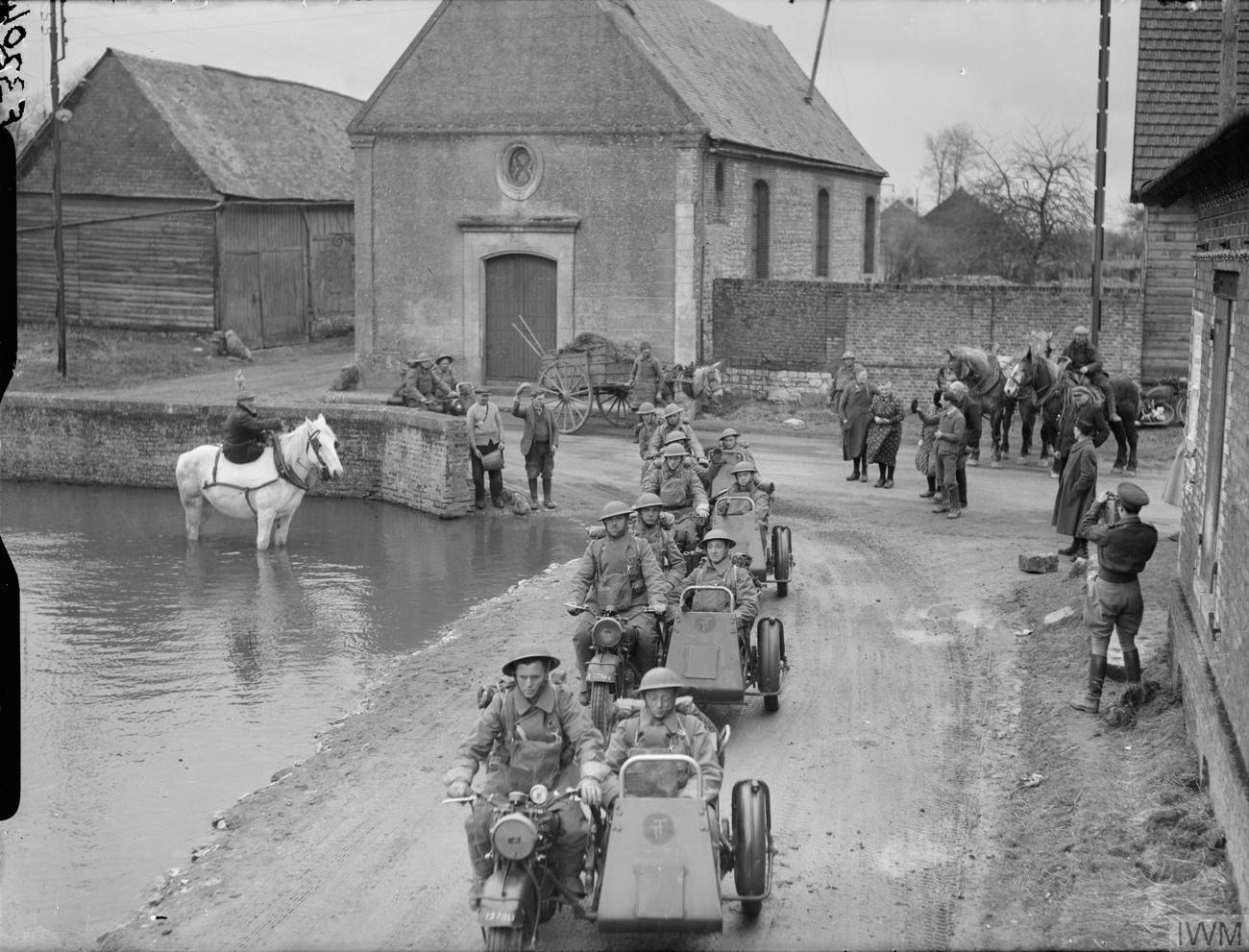
Combinacions de motocicletes del 4t Batalló, Royal Northumberland Fusiliers passen per un poble, vigilats pels habitants locals, França, 20 de març de 1940.

La divisió, juntament amb la majoria de la resta de la TA, es va mobilitzar l'1 de setembre de 1939, el dia que l'exèrcit alemany va envair Polònia. A partir de les noves unitats que va crear al març, la 50a Divisió va crear la 69a Brigada d'Infanteria com a duplicat de Segona Línia de la 150a Brigada d'Infanteria, i la 70a Brigada d'Infanteria com a duplicat de Segona Línia de la 151a Brigada d'Infanteria. Aquestes brigades s'havien creat amb l'esclat de la guerra i van ser administrades per la 50a Divisió fins que es va formar el quarter general de la 23a divisió (Northúmbria) el 2 d'octubre de 1939. En aquest moment, van ser traslladades a la nova divisió.
El desplegament de l'AT en temps de guerra preveia que les divisions es desplegarien individualment, per reforçar l'exèrcit regular que ja havia estat enviat al continent europeu, a mesura que es disposava d'equipament. El pla preveia el desplegament de tota l'AT per onades, a mesura que les divisions completaven la seva formació. Les divisions finals no serien transportades a França fins que hagi transcorregut un any des de l'esclat de la guerra. A l'octubre, la divisió es va concentrar als Cotswolds per entrenar per al servei a l'estranger, que va continuar fins a l'hivern. El gener de 1940, la divisió es va traslladar a França per unir-se a la Força Expedicionària Britànica (BEF). La divisió va desembarcar a Cherbourg el 19 de gener de 1940 i va ser assignada al II Cos. Al març, la divisió estava treballant preparant les defenses a la zona de Lille-Loos.
Quan l'atac alemany va començar el 10 de maig, els britànics i francesos van promulgar el seu Pla Dijle i van avançar cap al riu Dijle a Bèlgica. L'endemà, la 25a Brigada d'Infanteria i altres unitats de suport es van afegir a la divisió mentre estava en reserva a la frontera belga. Va rebre l'ordre de traslladar-se el 16 de maig, i la divisió es va dirigir cap a Brussel·les i va prendre posicions al riu Dender, només per acabar una part de la retirada aliada. El 19 de maig es trobava a la carena de Vimy, al nord d'Arràs. Els aliats s'havien adonat que les puntes de llança del sud de l'exèrcit alemany havien traspassat la línia Peronne-Cambrai i amenaçaven Boulogne i Calais, tallant les línies de comunicació de la BEF i separant-la dels principals exèrcits francesos. Un pla del general francès Maxime Weygand per tancar aquesta bretxa entre les forces franceses i britàniques incloïa la Frankforce (batejada així pel major-general Harold Franklyn, comandant de la 5a Divisió), format per la 5a i la 50a Divisions i la 1a Brigada de Tancs de l'Exèrcit atacant cap al sud. i divisions franceses que atacaven cap al nord des dels voltants de Cambrai.

### Arràs

El contraatac d'Arràs, 21 de maig de 1940.

En lloc de divisions, l'atac es va fer per dues columnes de la mida d'un batalló, amb molts tancs de les unitats blindades ja inservibles. De les dues brigades de la 5a Divisió d'Infanteria, una havia estat enviada per aguantar la línia del riu Scarpe a l'est d'Arràs, juntament amb la 150a Brigada de la 50a Divisió, mentre l'altra estava en reserva. Les dues columnes comprenien els 6è i 8è batallons de la Infanteria Lleugera de Durham (DLI) de la 151a Brigada que donava suport al 4t i 7è Reial Regiment de Tancs (RTR), un de cadascun en ambdues columnes, artilleria i altres tropes de suport, amb un total de 74 tancs i uns 2.000 homes. Atacant el 21 de maig, la columna dreta (8è DLI i 7è RTR) inicialment va progressar ràpidament, prenent els pobles de Duisans i Warlus i una sèrie de presoners alemanys, però aviat es van topar amb la infanteria alemanya i les Waffen-SS, i van ser contraatacats per Stukas i tancs i va tenir moltes baixes. La columna de l'esquerra (6è DLI i 4t RTR) també va tenir un èxit primerenc, agafant Danville, Beaurains i assolint l'objectiu previst de Wancourt abans de topar amb l'oposició de les unitats d'infanteria de la 7a Divisió Panzer del Generalmajor Erwin Rommel.
Els tancs i els transports de tropes francesos van permetre als soldats britànics evacuar Warlus, i els carriers de la 9a Infanteria Lleugera de Durham (en reserva) van ajudar els de Duisans a retirar-se a les seves antigues posicions aquella nit. L'endemà els alemanys es van reagrupar i van continuar el seu avanç; Frankforce havia pres uns 400 presoners alemanys i va causar un nombre similar de víctimes, a més de destruir una sèrie de tancs. L'atac havia estat tan efectiu que la 7a Divisió Panzer creia que havia estat atacada per cinc divisions d'infanteria. L'atac també va posar nerviosos els comandants alemanys del Panzergruppe von Kleist, amb forces deixades enrere per vigilar les línies de comunicació.

### Retirada fins a Dunkerque
Arràs ja s'estava convertint en un sortint a les línies alemanyes i cada cop més vulnerable. Les quatre brigades de la 5a i la 50a divisions  s'estaven fent més difícils i la nit del 23 al 24 de maig van rebre ordres de retirar-se a la línia del canal. Després de lluitar a la línia del canal, les divisions 5a i 50a es van retirar al nord a Ypres per omplir un buit amenaçador que es desenvolupava entre l'exèrcit belga i la BEF, després d'un fort atac alemany contra els belgues el 25 de maig. Era tard el 27 de maig quan la 50a Divisió va arribar a Ypres per trobar que les seves posicions ja estaven bombardejades i que l'exèrcit belga estava sent empès cap al nord-est lluny d'ells. L'endemà va cobrir el buit la 3a Divisió que va de banda. Aquell dia (28 de maig) els belgues es van rendir, obrint una bretxa de 32 km al sud del Canal de la Mànega, que els alemanys pretenien explotar ràpidament. La divisió va rebre l'ordre de formar una línia a l'est de Poperinghe, amb la 3a divisió a l'est fins a Lizerne, això es va fer el matí del 29 de maig, formant l'extrem sud del corredor de Dunkerque. En contacte amb els alemanys des del principi, la 50a Divisió es va veure obligada a retrocedir i a finals del 30 de maig es trobava a l'extrem oriental del perímetre de Dunkerque. La divisió va ser reforçada per algunes restes de la 23a Divisió (Northúmbria) el 31 de maig, que eren necessaris ja que els alemanys van continuar atacant i bombardejant les posicions de la 50a Divisió. Retirada a la platja l'1 de juny, la Brigada 151 va ser informada que podria ser utilitzada en un atac de diversió per cobrir l'evacuació i va formar dues columnes, però això es va convertir en innecessari. Aquella nit la 50a Divisió va ser evacuada de les platges (150a Brigada, RASC i artillers) i la Mole (151a Brigada i altres), amb el tinent general Brooke estimant la seva força el 30 de maig en 2.400 homes.

## Defensa del Regne Unit

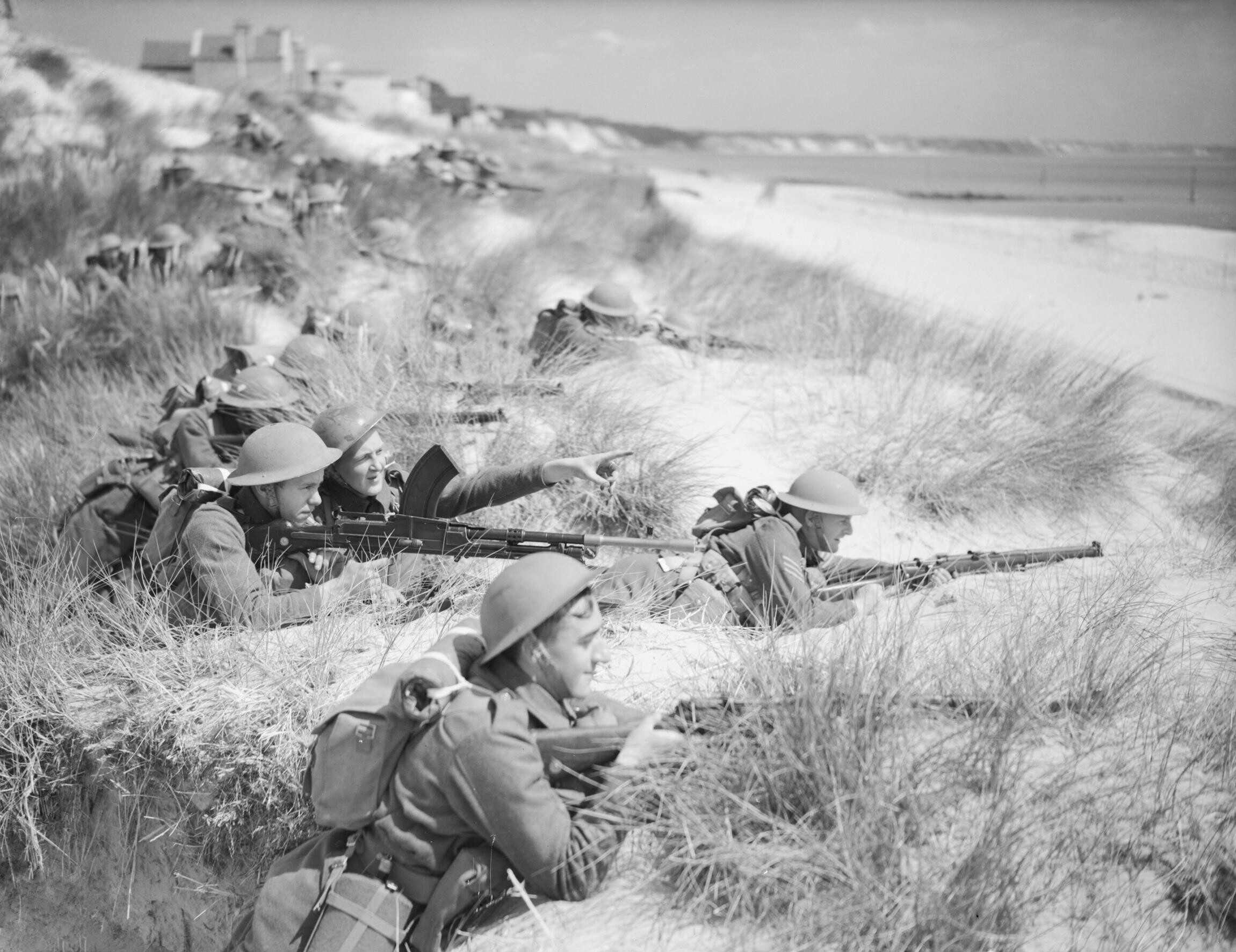
Homes del 7è Batalló, Green Howards entre les dunes de sorra de Sandbanks, prop de Poole, Dorset, 31 de juliol de 1940.

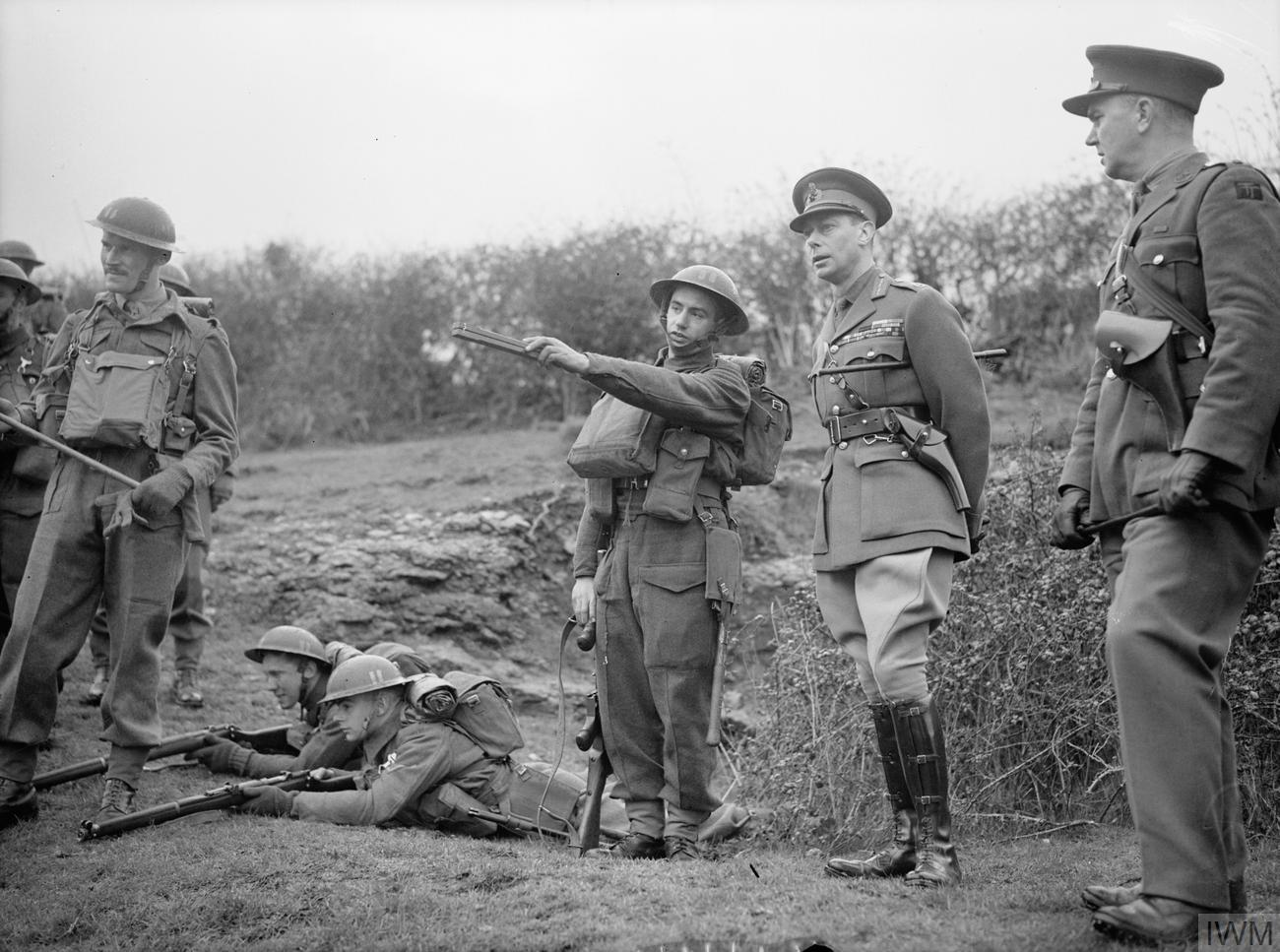
El rei Jordi VI observa com les tropes participen en les maniobres durant una visita a la 50a Divisió del Comandament Sud, el 2 d'abril de 1941.

Mentre a Gran Bretanya, la divisió va compensar les seves pèrdues amb nous reclutes i convalescents, i es va convertir en una divisió d'infanteria de tres brigades amb l'addició permanent, del grup de la 69a Brigada d'Infanteria, a finals de juny. Això comprenia el 5è Regiment de East Yorkshire, el 6è i el 7è Green Howards amb artilleria i enginyers de suport, de l'ara dissolta 23a Divisió (Northúmbria), que havia estat molt malmesa a França. Va passar a formar part del V Cos en servei anti-invasió, estacionat inicialment a i a l'oest de Bournemouth, més tard a la costa nord de Somerset, després d'haver-se traslladat, el 22 de novembre, al VIII Cos.
La 50a divisió va ser informada per primera vegada d'un trasllat a l'estranger el setembre de 1940 al nord d'Àfrica, i el permís d'embarcament es va donar durant el Nadal. Després d'exercicis intensius als erms de Somerset i Devon, el març de 1941 es va concedir una altra concessió de permís d'embarcament i el 22 d'abril el Quarter General de la divisió i el 150è Grup de Brigades van partir de Liverpool. La resta de la divisió, ara comandada pel major-general William Ramsden, va partir de Glasgow el 23 de maig. Mentre es trobava a l'Atlàntic Nord, la majoria de les escortes del comboi de Glasgow es van desviar per buscar el Bismarck, deixant només el creuer HMS Exeter com a escorta del comboi.

## Mediterrània i Orient Mitjà
Al juny, la divisió va desembarcar a Port Tewfik, on es va enviar immediatament la 150a Brigada i el Quartier General de la Divisió per planificar les defenses al voltant de El Alamein. La resta de la divisió va ser enviada a Xipre, on va construir defenses a l'illa, especialment al voltant de l'aeroport i la ciutat de Nicòsia. Reunida al juliol, la divisió va continuar la seva feina a l'agradable entorn de l'illa, marxant al novembre, rellevada per la 5a Divisió d'Infanteria Índia. En desembarcar a Haifa, la 150a Brigada va ser despullada dels seus vehicles i les altres dues brigades van viatjar cap a l'Iraq, travessant el desert de Síria fins a Bagdad, després més enllà de Kirkuk, construint defenses als encreuaments dels rius Gran Zab i Kazir. Al desembre, la 69a Brigada va ser enviada a Baalbek a Síria per rellevar la 6a Divisió australiana que tornava a Austràlia. El febrer de 1942 les Brigades 69a i 151a van ser convocades a Egipte.

## Nord d'Àfrica
La 150a Brigada havia tornat al desert occidental el novembre de 1941. Després d'entrenar al voltant de Bir Thalata, va rebre l'ordre d'entrar a Líbia i va veure l'acció, capturant vuit canons i un presoner de l'Afrika Korps. Dirigida a la posició de Bir Hakeim, va posar filferro, va instal·lar mines i va cavar trinxeres. Intercanviant-se amb els francesos lliures el febrer de 1942, es va traslladar al nord, i unint-se a la resta de la divisió es va fer càrrec d'una secció de 40 km de la línia Gazala de la 4a divisió índia. La Línia Gazala era una sèrie de "caixes" defensives, protegides per camps de mines i filferros i amb poca visibilitat sobre el sòl, cadascuna ocupada per una brigada d'infanteria amb artilleria, enginyers i una ambulància de camp adjunta. Els esglaons B de les brigades, amb magatzems i transport de motor, estaven situats uns quilòmetres més enrere. En cas d'atac de l'Eix, aquestes caixes tenien la intenció de fixar les forces atacants mentre la 1a i la 7a divisions blindades britàniques les atacaven al seu torn. Prop al nord hi havia la 1a divisió sud-africana, aïllats al sud hi havia els francesos lliures Altres caixes es van situar a la part posterior de la línia principal, com ara la caixa de Knightsbridge.
Van començar les patrulles, amb l'objectiu de recollir informació i interrompre les operacions alemanyes i italianes. Aquestes variaven en grandària des de dos a tres patrulles d'infanteria i canons antitanc, fins a formacions de la mida d'un batalló que contenien la majoria de les armes de la divisió. Una d'aquestes operacions, Fullsize, llançada a finals de març, constava de tres columnes i estava comandada pel brigadier John Nichols, comandant de la 151a Brigada, que després comandaria la 50a Divisió. Això va anar fins a 48 km des de Gazala per atacar els terrenys d'aterratge de la Luftwaffe, per tal de distreure'ls d'un comboi amb destinació a Malta.
A finals d'abril, la 150a Brigada es va traslladar al sud per rellevar la 201a Brigada de Guàrdies a Motor en una caixa gran amb un perímetre de 32 km, 9,7 km de la 69a Brigada al nord i 16 km dels francesos lliures al sud.

### Batalla de Gazala

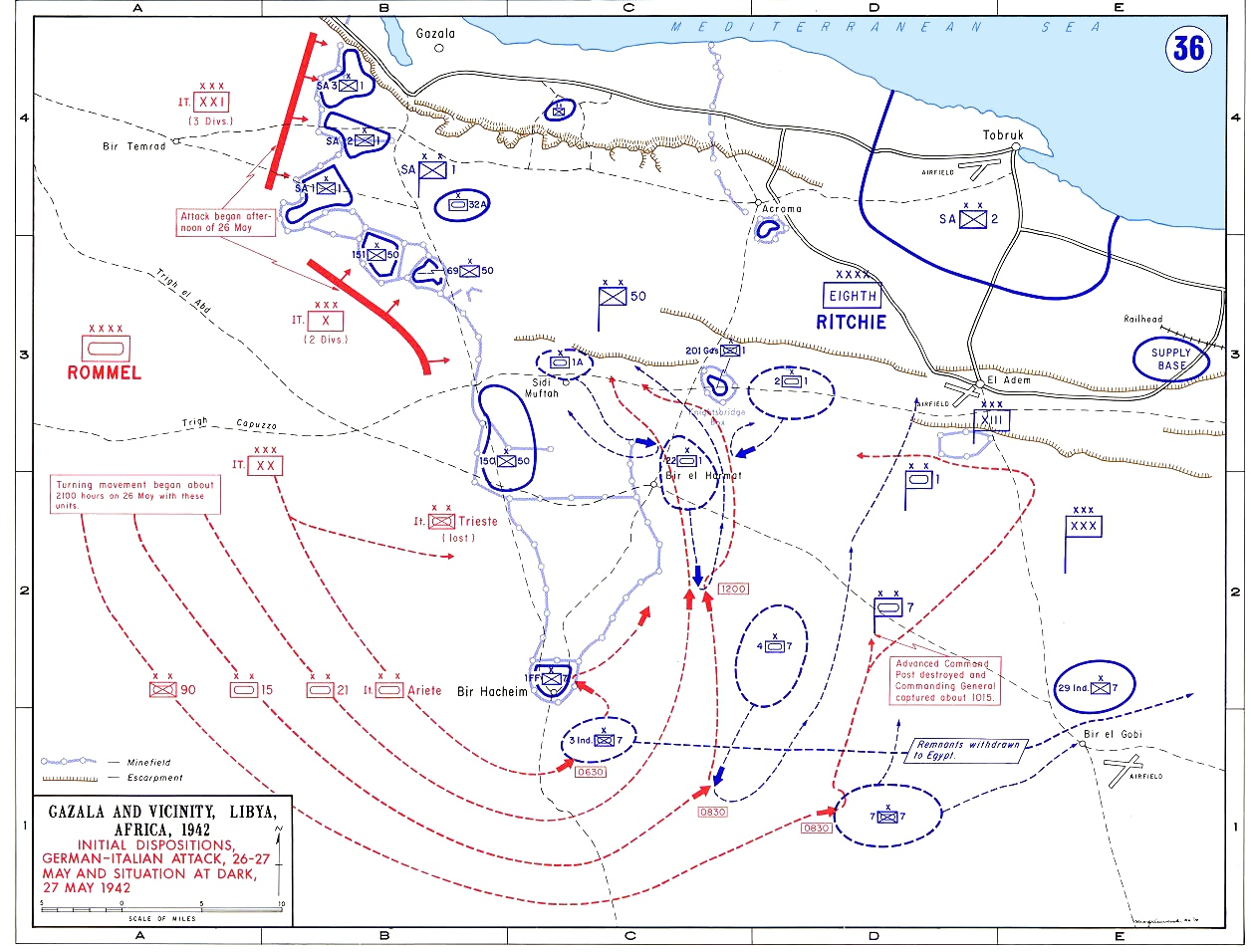
La batalla de Gazala el maig de 1942, als voltants de Tobruk.

A mitjans de maig els britànics eren conscients que Rommel tenia la intenció d'atacar. El 26 de maig va llançar un atac de diversió a la línia de Gazala, després l'endemà va fer un ampli moviment al voltant del flanc esquerre de la línia de Gazala a Bir Hakeim, després es va traslladar al nord darrere d'ella, mentre els italians van fer atacs de diversió contra els sud-africans. i 50a Divisió.
Ràpidament es va desenvolupar un intens combat darrere de la caixa de la 150a Brigada en una zona coneguda com La caldera, ja que quatre divisions blindades alemanyes i italianes van lluitar i inicialment van envair les formacions britàniques que es van comprometre a poc a poc a la batalla. Després de dos dies, amb els francesos lliures resistint a Bir Hakeim, la situació de subministrament de Rommel s'estava tornant desesperada a causa del llarg desviament cap al sud, la Força Aèria del Desert (DAF) estava destruint un nombre creixent de tancs. Alguns subministraments van arribar a Rommel a través dels camps de mines febles al nord i al sud de la caixa de la 150a Brigada, però el 31 de maig la situació tornava a ser greu, de manera que el general Fritz Bayerlein estava considerant rendir-se. Rommel havia centrat la seva atenció en la caixa de la 150a Brigada com un mitjà per escurçar les seves línies de comunicació i va començar a atacar-la el 29 de maig des de la rereguarda, utilitzant parts de les divisions 15a Panzer, motoritzada Triestre i 90a Lleugera, amb el suport de forts bombardeigs. La caixa es va anar reduint gradualment per una defensa tossuda, i va ser envaïda al migdia de l'1 de juny, amb la captura dels tres batallons d'infanteria i l'artilleria i els enginyers annexos.
Durant aquest temps les altres brigades de la divisió, observant el flux de subministraments davant seu, van muntar vigoroses patrulles per interrompre i robar aquests subministraments. Particularment apreciada era l'aigua dolça dels pous de Derna per complementar la seva pròpia ració escassa, tots els altres tipus de magatzems i armes es van prendre, així com presoners. Aquest atac comercial va continuar fins que, després de la retirada dels francesos lliures el 10 de juny i la derrota dels blindats britànics restants el 13 de juny, les caixes restants de Gazala es van adonar que ara estaven gairebé tallades. El 14 de juny van rebre ordres de retirar-se.

#### Trencament
La carretera costanera que conduïa a l'est només podia contenir una divisió mentre estava oberta per les restes dels blindats britànics i la caixa d'El Adem, i aquesta va ser assignada als sud-africans. La 50a Divisió es va quedar amb les alternatives de lluitar a l'est, a través de les formacions blindades alemanyes o fer el llarg camí a través dels italians fins al seu front. Obligada a destruir tot el que no podien endur-se, la divisió va formar columnes mixtes (infanteria, artilleria, enginyers i armes de suport), que van carregar a través de caps de pont formats pel 5è East Yorkshire i el 8è DLI per a les seves respectives brigades i cap a les línies italianes. Deixant el caos i la confusió al seu pas, les columnes es van dirigir més al sud per les rutes que els alemanys van prendre en el seu avanç, després cap a l'est i es van dirigir cap a Fort Maddelena a la frontera egípcia frontier.
| «                                                        | L'enemic dels caps de pont eren italians reforçats per uns quants artillers alemanys. Van quedar molt sorpresos. Va ser ben entrada la nit abans que es van adonar que tota una divisió passava directament per les seves línies. Alguns vehicles van passar per les mines, d'altres van ser disparats, però en conjunt vam tenir molt poques baixes i els dos batallons atacants van fer la seva feina amb èxit. La infanteria va entrar amb la baioneta i els italians van marxar, deixant sovint totes les seves armes i equipament a les trinxeres. | » |
| — Lt EH Moss, oficial d'intel·ligència de la 50a divisió | |   |

Després d'haver estat col·locats darrere de la caixa de la 69a Brigada, i d'haver vist els italians alertats de l'erupció, el 9è DLI, i un grup del 6è, van prendre la ruta costanera. Atacada per l'artilleria i la infanteria alemanya i bombardejada accidentalment per la rereguarda sud-africana, la columna va lluitar contra els alemanys i fins i tot va fer presoners. Els dies 17 i 18 de juny la divisió es va tornar a reunir a Bir el Thalata.

### Mersa Matruh
El 21 de juny Tobruk es va rendir, i es va fer una nova línia defensiva al sud de Mersa Matruh en caixes de brigada similars a les de Gazala. A la mateixa Mersa Martuh hi havia la 10a Divisió d'Infanteria Índia, al sud-est de la ciutat, en una escarpa, hi havia la 50a Divisió amb una brigada de la 5a Divisió índia al sud d'elles. Els alemanys van atacar el 27 de juny i van vorejar l'escarpa pel nord i el sud. Al nord de la 151 es trobava la carretera de la costa i l'atac va caure sobre la brigada i amb força sobre la 9a DLI del flanc esquerre. Durant l'atac, el soldat Adam Wakenshaw havia de guanyar una Creu Victòria pòstuma (VC), la primera de les quatre que es van atorgar als membres de la divisió, mentre tripulava un canó antitanc. No obstant això, la major part del batalló va ser superat, però l'atac no es va allargar més a causa de les grans baixes dels alemanys. Aquella nit, una gran incursió de la 6a i 8a DLI i d'elements de la 5a Divisió Índia, tenia la intenció d'interrompre les línies de comunicació alemanyes i italianes al sud de l'escarpa, però a causa de la mala coordinació va aconseguir provocar tant confusió a les seves pròpies columnes quant a l'enemic. La mateixa nit, el 5è East Yorkshire va estar fortament compromès amb els alemanys. La nit del 28 de juny, amb la divisió gairebé envoltada, se li va ordenar que fugís. A diferència de l'evasió de Gazala, les columnes del batalló ara s'enfrontaven als blindats alemanys, i el terra estava trencat pels costats escarpats dels Wadis. El 8è DLI va ser emboscat mentre sortia d'un wadi i va perdre la seva companyia D. Les ordres originals havien especificat Fuka com el punt de trobada de la divisió, però aquest estava en mans de l'enemic, i algunes columnes que no havien estat informades d'això van ser capturades.
La 50a Divisió havia patit més de 9.000 baixes des de l'inici de la batalla de Gazala, va perdre gran part del seu equipament i el que quedava estava desgastat. La divisió va ser enviada a Mareopolis, al sud-oest d'Alexandria, per reequipar-se. La força mitjana dels batallons d'infanteria restants era de 300 homes (menys del 50%), i l'artilleria de la divisió només tenia 30 canons (de 72) i tots els altres serveis van tenir grans pèrdues. A mitjans de juliol, la infanteria s'havia reforçat a 400-500 homes per batalló i l'entrenament havia començat.

### Pas de Mitieriya Ridge
A finals de juliol, la divisió, ara comandada pel Major-General John Nichols després que Ramsden fos ascendit, va rebre l'ordre de proporcionar tropes per a un atac al pas de Mitieriya, sota el comandament de la 69a Brigada, la 5a East Yorkshires i la 6a Green Howards (ambdós reforçats) per seccions del 7è Green Howards) es van unir un batalló DLI compost de tres companyies, una dels batallons de la 151a Brigada. El pla precipitat demanava que la brigada travessés fent un buit al camp de mines i netejar més mines per permetre la  2a Brigada Blindada de la 1a Divisió Blindada per passar durant la nit del 21 al 22 de juliol. El 5è East Yorkshire i el batalló DLI compost van assolir els seus objectius, els alemanys els havien deixat passar per les seves línies. Envoltats, després bombardejats durant dos dies, amb els blindats de suport incapaços d'avançar, van ser superats i només van escapar un petit nombre.

### Segona batalla d'El Alamein
A finals de juliol i agost, la divisió va formar part de la Força del Delta del Nord, juntament amb la 26a Brigada d'Infanteria Índia, la 1a Brigada grega, la 2a Brigada Francesa Lliure i la guarnició d'Alexandria. L'artilleria de la divisió va ser cedida al XIII Cos com a reforç. A principis de setembre, la 151a Brigada es va separar i es va posar al comandament de la 2a Divisió de Nova Zelanda en primera línia, i després amb la 44a Divisió (Home Counties) més tard al mes, al sud de la cresta de Ruweisat. Aquí van patrullar la terra de ningú i van combatre amb patrulles de la Divisió Folgore italiana i alemanys. El 10 d'octubre la resta de la divisió va entrar a la línia reforçada amb la 1a Brigada grega, i es va desplegar enfront de la zona de la depressió de Munassib, grecs al nord, la 151a Brigada al centre i la 69a Brigada al sud.
La nit del 25 d'octubre, com a part dels atacs de desviació del sud, la 69a Brigada, 5è East Yorkshires i 6è Green Howards, van avançar per netejar els camps de mines i prendre posicions. Després d'aconseguir gairebé tots els primers objectius, els batallons atacants es van enfrontar a un nombre creixent de mines antipersona, filferro de pues i foc de morter de represàlia. Després de tenir més de 200 baixes, els batallons es van retirar a la primera línia. La nit del 28 d'octubre, la 151a Brigada va ser traslladada al nord per unir-se al XXX Cos i participar en l'Operació Supercharge.

#### Operació Supercharge
Aquesta operació va començar la nit del 31 d'octubre amb un atac australià mantenint la pressió sobre els alemanys prop de la costa. Més al sud, programat per a la matinada de l'1 de novembre, i després retardat durant 24 hores, la 151a Brigada amb la 152a Brigada, totes dues sota el comandament de la 2a Divisió de Nova Zelanda, havien d'avançar 3.600 metres fins a Tel el Aqqaqir a la pista Rahman, recolzat per tancs del 8è i del 50è Regiment Reial de Tancs. Després d'ells aniria la 9a Brigada Blindada. L'avanç estaria recolzat per un bombardeig d'estil de la Primera Guerra Mundial proporcionat per 13 regiments de camp i dos regiments mitjans d'artilleria. La 151a Brigada, recolzada per la 505a Companyia de Camp, Royal Engineers i la 149a Ambulància de Camp, es trobava a la vora nord de l'avanç, amb el 28è batalló (maori) proporcionant la primera meitat del seu flanc nord, la segona meitat es formaria. pel 6è DLI realitzant una roda dreta a mig camí de l'avanç. La infanteria va tenir una marxa de set milles fins a les seves línies de sortida durant el qual l'objectiu va ser bombardejat pel DAF. En desplaçar-se a través de la línia de sortida a les 01:05 hores, la infanteria va avançar cap al fum i la pols de la presa que va reduir la visibilitat a 45 metres.
| «                        | Tota la nit cap a l'est va ser trencada per centenars de flaixos d'armes apunyalant a la foscor. Els obusos xiulaven per sobre del cap i esclataven amb un xoc ensordidor a la zona de l'objectiu, i des d'aleshores, fins que la presa es va tancar unes tres hores després, el soroll espantós de trencament va continuar contínuament... Cada dotze metres hi havia un forat d'obusos. | » |
| — Coronel Watson 6è DLI. | |   |

| «                            | Estava ben organitzat. A cada flanc, als flancs del batalló, hi havia canons Bofors que disparaven traçador cada dos o tres minuts perquè poguéssiu mantenir-vos en línia. El bombardeig va durar uns dos minuts i després van llançar dues o tres bombes de fum; eren una molèstia sagnant... Però quan van caure sabies que el bombardeig s'estava aixecant. T'acabes de mudar. | » |
| — Pte Jackson Browne, 8è DLI | |   |

En l'avanç a través de les trinxeres alemanyes i les línies de tir, alguns havien quedat atordits pel bombardeig, d'altres van lluitar, amb els tres batallons sota el foc. Les línies a través de les mines es van netejar darrere de l'avanç i, a l'alba, després d'haver assolit el seu objectiu, la infanteria va cavar i es va poder presenciar la destrucció de la 9a Brigada Blindada mentre carregava amb canons alemanys. Rellevada a primera hora del 3 de novembre, la brigada havia patit prop de 400 baixes i havia fet més de 400 presoners.
Al sud, la resta de la divisió, reforçada amb la 2a Brigada Francesa Lliure, es va encarregar de netejar els camps de mines entre la cresta de Ruweiiat i la pista de Rahman i capturar les defenses al voltant d'un punt anomenat "Fortalesa A". El 7 de novembre, la divisió va rebre l'ordre de formar una columna de brigada mòbil i atacar l'oest. Amb tots els vehicles de la divisió lliurats a la 69a Brigada i reforçats amb canons antitanc, la columna va emboscar els llocs defensius i va recollir diversos milers de presoners italians, inclòs el Quarter General de la Divisió Brescia. La Brigada 151 es va reincorporar a la divisió el 12 de novembre.
La divisió va entrar ara en reserva com a part del X Cos, i es va agrupar al voltant d'El Adem al camp de batalla de Gazala on va rebre nous regiments antitanc i antiaeri i va començar un entrenament intensiu. Es van separar diverses formacions de la divisió, esquits de transport per portar subministraments des de Tobruk, enginyers per millorar els molls i carreteres al voltant de Sirte i el regiment antiaeri per protegir els aeròdroms recentment capturats. La divisió, encara amb només dues brigades d'infanteria, va tornar al front, on es va incorporar al XXX Cos de Leese, a mitjans de març de 1943, quan el Vuitè Exèrcit va arribar a la línia Mareth, a Tunísia. 

### Línia Mareth
L'Operació Pugilista, l'atac contra la Línia Mareth es va planificar per a la nit del 19 al 20 de març de 1943. La Línia Mareth estava formada per una sèrie de posicions fortificades, que consistien en una sèrie de blocaus envoltats de filferro i trinxeres, just darrere de la riba del Wadi Zigzaou, recolzat per una segona línia d'aquestes posicions en una carena a la part posterior. La 69a Brigada havia fet les aproximacions al Wadi les nits anteriors, havien d'atacar una posició anomenada 'el Bastió' davant de la línia principal mentre que la 151a Brigada recolzada pel 50è Regiment Reial de Tancs atacava la línia pròpiament dita a la seva dreta. La infanteria s'havia d'equipar amb escales curtes de fusta per escalar les ribes del Wadi. Cap dels batallons d'infanteria havia recuperat totes les seves forces, i s'hi enfrontava la divisió italiana Giovani Fascisti i la 164a lleugera alemanya. Estava previst que la 4a Divisió índia passaria i continuaria l'atac, mentre que la 2a Divisió neozelandesa feia un "ganxo d'esquerra".
L'atac va començar la nit del 20 al 21 de març, a l'esquerra, el tinent coronel Derek Anthony Seagrim, comandant (CO) del 7è Green Howards, va rebre la Creu Victòria en netejar dos llocs de metralladores al "Bastió" que va aguantar breument l'avanç, el batalló va agafar 200 presoners i va avançar a través del Wadi. A la dreta, la 151a Brigada va ocupar les posicions de primera línia en intensos combats, però a l'alba només quatre tancs havien aconseguit creuar el Wadi. L'endemà (21 de març) reforçada pel 5è East Yorkshire, la brigada va avançar i va prendre tres posicions a la carena i va fer diversos centenars de presoners italians. S'havien creuat més tancs, però la majoria estaven armats només amb el canó de 2 lliures cada cop més ineficaç. El pas d'aquests tancs havia danyat el pas de Wadi i només es podien moure uns quants canons antitanc. El 22 de març, amb al DAF a terra per la pluja, els alemanys contraatacaren amb la 15a Divisió Panzer amb suport d'artilleria i infanteria.
| «                                      | Al vespre, una sagnant i desesperada batalla s'estava lliurant a l'oest del Wadi Zigzaou, i lentament però segurament la infanteria va ser expulsada de tornada a la vora del Wadi, fins a mitjanit, excepte pel regiment de East Yorkshire que aguantava [una posició fortificada al riba del Wadi] no hi havia cap profunditat al cap de pont. Tot i que l'artilleria de suport havia causat grans baixes... no havien aconseguit aturar l'atac enemic. Més tard, fins i tot aquest suport marcat com a equips sense fil amb les tropes avançades es van eliminar gradualment o van fallar a causa de les bateries esgotades. Els homes del 6è, 8è i 9è DLI estaven inextricablement barrejats, molts sense comandants, tots famolencs, cansats i desesperadament mancats de municions. Tota la zona estava il·luminada pels vint-i-set tancs Valentines en flames del 50è RTR va lluitar fins a un punt mort amb uns blindats enemics superiors. | » |
| — Capità Ewart Clay, GSO3, 50a divisió | |   |

La 151a Brigada es va retirar aquella nit, la 5a East Yorkshires la nit del 23 al 24 de març. El 6è DLI havia començat la batalla amb només 300 homes, i ara s'havia reduït a només 65 il·lesos, i els altres batallons es trobaven en un estat similar. L'atac de flanqueig de la 2a Divisió de Nova Zelanda va començar el 26 de març i havia de forçar la retirada de l'Eix.

### Wadi Akarit

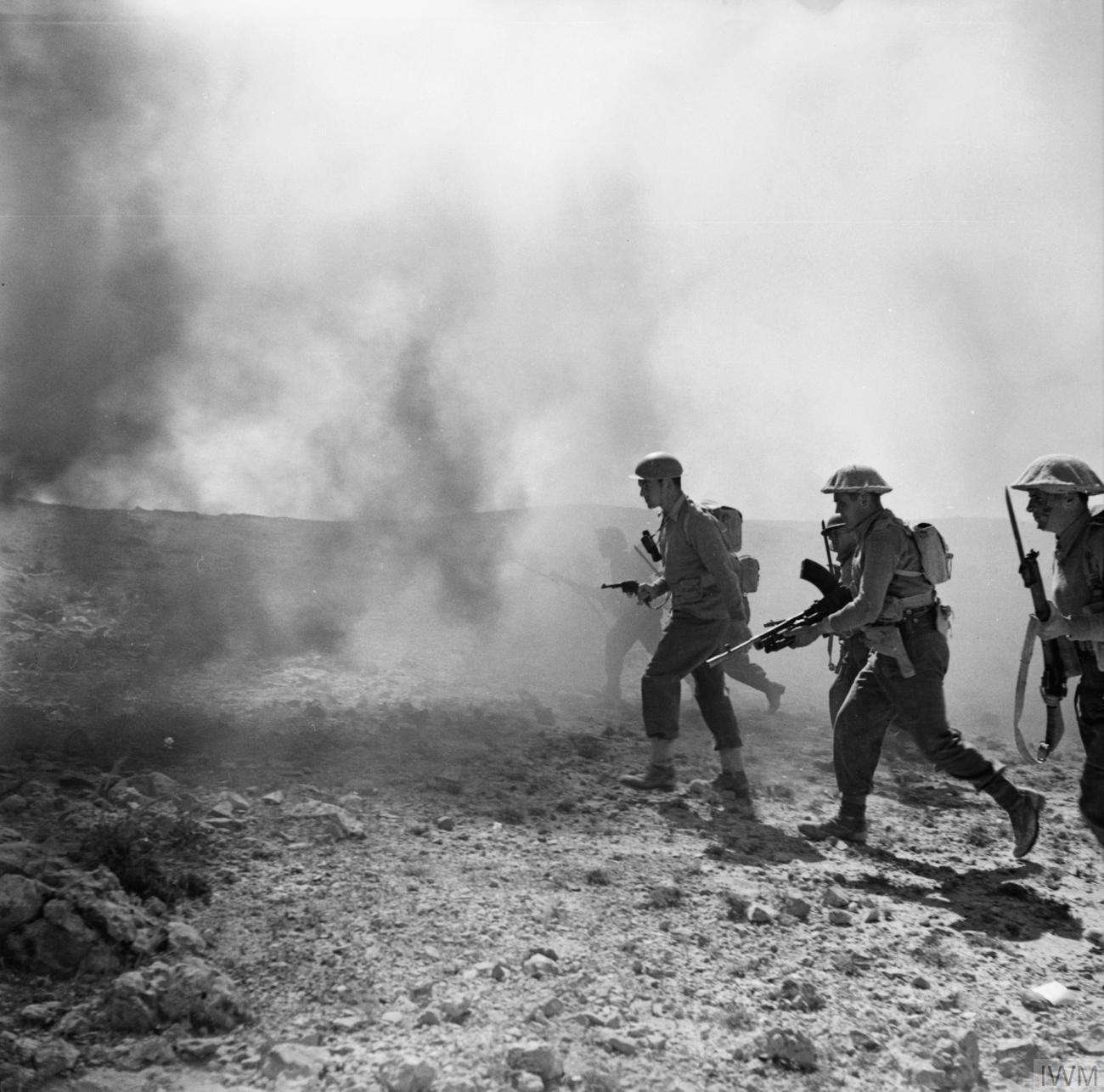
Homes del 7è Batalló, Green Howards, escenifiquen una recreació de l'assalt del Punt 85 durant les batalles de Gabes Gap, l'11 d'abril de 1943.

Durant els dies següents, la divisió es va emprar per endreçar el camp de batalla i enterrar els morts. El 2 d'abril, es va dir a la divisió que proveïa una brigada per a la propera batalla a la línia següent a Wadi Akarit, que va des del mar fins a les intransitables maresmes del Chott el Fejej, mentre els alemanys es van distreure per l'avanç del II Cos del tinent general George Patton a l'oest. La 69a Brigada va ser enviada endavant amb la divisió de metralladores i un esquadró de tancs del 3r Comtat de Londres Yeomanry (Sharpshooters), però no havien de ser recolzats per l'artilleria divisional, ja que tot el transport disponible s'utilitzava per moure els subministraments del Vuitè Exèrcit. El suport de foc havia de venir de l'artilleria de la 51a Divisió (Highland), la infanteria de la qual havia d'atacar a la seva dreta, mentre que la 4a Divisió índia atacava a la seva esquerra. A primera hora del matí del 6 d'abril, l'atac va assolir els seus primers objectius, però després va rebre un fort foc que va matar el tinent coronel Seagrim, que havia guanyat la VC fa poc. La companyia líder de la 5a East Yorkshire va patir més del 70% de baixes, i durant aquest atac el soldat Eric Anderson va guanyar una VC pòstuma, resultant mort mentre atenia els ferits al camp de batalla. El 6è Green Howards ara va passar per la primera onada i també va tenir baixes:
| «                                 | ¡¡No més aviat es va posar dempeus que va sonar un sol tret i Coughlan... va caure mort en un instant. ... aleshores la meva ràbia va augmentar ... Enfadat, vaig agafar la metralladora del pobre Coughlan ... Quan estàvem a uns deu metres de distància havíem arribat al cim de la trinxera i vam matar qualsevol dels supervivents, cinc d'ells encoberts. al fons de la trinxera. No era el moment de posar-se a peu: estàvem consumits per la ràbia i vam haver de matar-los per pagar el nostre amic caigut. Estàvem tan intoxicats que no ens vam poder contenir, donada la possibilitat que ens haguessin matat. | » |
| — Pte Bill Cheal 6è Green Howards | |   |

A les 11:00, la batalla havia acabat, els tancs del Yeomanry havien passat la rasa antitancs, i quatre hores més tard la 8a Brigada Blindada va avançar més enllà del Wadi. La brigada havia envaït parts de la divisió italiana La Spezia.
L'atac del Vuitè Exèrcit al nord al llarg de la costa oriental de Tunísia, i l'avanç del Primer Exèrcit des de l'oest, van portar finalment a la rendició de les forces de l'Eix al nord d'Àfrica, el 13 de maig de 1943, amb gairebé 250.000 homes presoners, un nombre igual al de Stalingrad, al front oriental a principis d'any. El 19 d'abril, la divisió, ara comandada pel major general Sidney Kirkman (anteriorment el comandant de l'Artilleria Reial (CRA) del Vuitè Exèrcit) després que Nichols fos acomiadat pel comandant del Vuitè Exèrcit Bernard Montgomery, va ser rellevat per la 56a Divisió d'Infanteria (Londres) i retirat de la primera línia, i el 24 d'abril la 50a Divisió va rebre l'ordre de tornar a Alexandria per carretera. La divisió va arribar l'11 de maig amb tots els vehicles que havia començat amb uns 2.000 quilòmetres anteriorment, tot i que alguns van haver de ser remolcats.

## Sicília

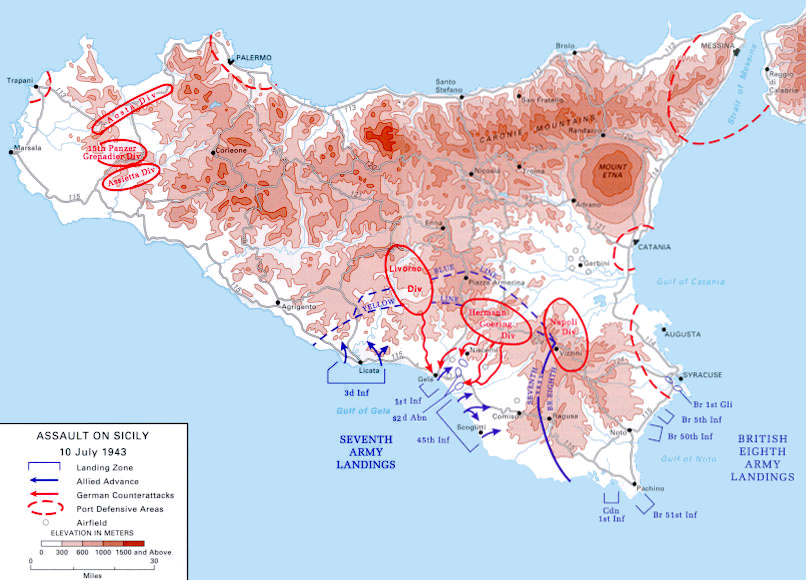
Mapa dels desembarcaments aliats a Sicília el 10 de juliol de 1943.

A la 50a Divisió se li va unir al delta del Nil la 168a Brigada d'Infanteria (Londres) (1r London Irish Rifles, 1r Londres escocès, 10è Regiment Reial Berkshire), que s'havia desvinculat de la seva formació matriu, la 56a Divisió, però era completament inexperta. Allà, al Gran Llac Amarg i al golf d'Aqaba es van entrenar en tècniques de desembarcament amfibi per a la invasió aliada de Sicília (anomenada en clau Operació Husky).
La invasió, prevista per al 10 de juliol, desembarcaria el Setè Exèrcit dels Estats Units per operar al sector occidental, i el Vuitè Exèrcit britànic per operar al sector oriental, i tenia com a objectius el port de Siracusa i els aeròdroms de l'interior. Una operació aerotransportada va ser per intentar capturar els ponts i vies navegables darrere de Siracusa. La divisió havia de desembarcar en un front de brigada (151a Brigada) al sud de Cap Murro Di Porco amb la 5a Divisió a la seva dreta (al nord). Els forts vents van dispersar tant els desembarcaments marítims com els aerotransportats, però van poder concentrar-se i avançar. L'aterratge de la 69a Brigada més tard al mateix dia també es va interrompre, la 168a Brigada estava previst desembarcar a D+3. Durant els dies següents, la divisió va perdre la major part del seu transport a motor, bombardejada per la Luftwaffe mentre encara estava a bord del vaixell. Obligada a marxar, a la divisió se li va assignar la petita carretera interior al nord i va ser impulsada pel GOC, el general de comandament Kirkman, va lluitar contra el grup de batalla alemany Schmalz i la divisió italiana Napoli. El 13 de juliol es va establir el contacte amb la 51a Divisió (Highland) a Palazzolo.

### Pont de Primosole
L'operació Fustian tenia la intenció de capturar ràpidament els ponts al llarg de la costa de la plana de Catania mitjançant un cop de mà usant el Comando No. 3 i la 1a Brigada Paracaigudista de la  1a Divisió Aerotransportada, després serien rellevats per les tropes de la 50a Divisió. La nit del 13 al 14 de juliol, els comandos britànics es van apoderar del pont de Ponti di Malati al nord de Lentini, i els paracaigudistes britànics van saltar al voltant del pont de Primisole un pont clau a la costa siciliana al sud de Catània. Els forts vents i la manca de vaixells de desembarcament van frustrar la ràpida concentració de tropes en ambdós casos, amb només 30 de 125 avions saltant a la zona de caiguda de Primosole. A principis del 14 de juliol, la 69a Brigada va lluitar contra els alemanys i italians al voltant de Lentini, permetent a la 151a Brigada, recolzada per tancs del 44è Regiment Reial de Tancs, fer una marxa forçada de 40 km cap al pont. Els pocs paracaigudistes del pont es van veure forçats per la manca de munició i els paracaigudistes alemanys recentment enviats del 3r Regiment de Paracaigudistes, part de la 1a Divisió de Paracaigudistes, només dues hores abans que arribés el 9è Batalló DLI. Atacant a les primeres hores del 15 de juliol, el batalló es va veure obligat a retrocedir sobre el riu després de ferotges lluita cos a cos en camps densament plantats de vinya, amb els tancs de suport emprats per canons de 88 mm  Un atac del 8è Batalló DLI es va retardar, cosa que els va permetre assabentar-se d'un gual aigües amunt del pont d'un dels paracaigudistes. Abans de l'alba del 16 de juliol, dues companyies del batalló van aconseguir la sorpresa i es van establir a través de la carretera de Catània a uns 200 metres al nord del pont, però en fer-ho van perdre tots els seus mitjans per convocar la resta del batalló. La comunicació es va restablir només quan un observador del War Office que anava en bicicleta va creuar el pont per "observar" la batalla i va ser enviat de tornada pel CO per portar la resta del batalló endavant. L'arribada de les dues companyies restants va iniciar una ferotge batalla a la vinya, i durant el dia el batalló va lluitar contra una sèrie de contraatacs, però va ser lentament rebutjat. A principis del 17 de juliol, amb el suport de l'artilleria de la divisió i del XIII Cos, el 6è i el 9è DLI van travessar el riu davant el foc de les metralladores i es van establir gradualment a la riba nord del riu. A l'alba el cap de pont estava fermament establert i l'arribada a través del pont dels tancs Sherman del 3r Comtat de Londres Yeomanry a la costa nord va provocar la rendició alemanya. La batalla havia costat a la 151a Brigada més de 500 morts, ferits i desapareguts, però uns 300 alemanys eren morts i 155 havien estat fets presoners.

### El final a Sicília
Mentre la 69a Brigada va netejar al voltant de Lentini, la 151a Brigada va descansar al sud del pont, i la inexperta 168a Brigada va ser enviada a la seva primera batalla a l'aeròdrom de Catània la nit del 17 al 18 de juliol. Es van enfrontar a veterans paracaigudistes alemanys del 4t Regiment de Paracaigudistes i del Gruppe Schmalz atrinxerats al bosc i una rasa antitanc. Gairebé tot va sortir malament, el reconeixement va ser defectuós, la sorpresa es va perdre, l'avanç va ser aturat pel foc d'enfilada i algunes unitats van ser caure pel seu propi foc d'artilleria. La brigada es va veure obligada a retirar-se. Dirigida pels observadors enemics en aquestes posicions, l'artilleria de llarg abast va destruir el pont de Primisole però va deixar intactes dos ponts de cordó. La 50a Divisió va romandre en aquestes posicions durant les dues setmanes següents.

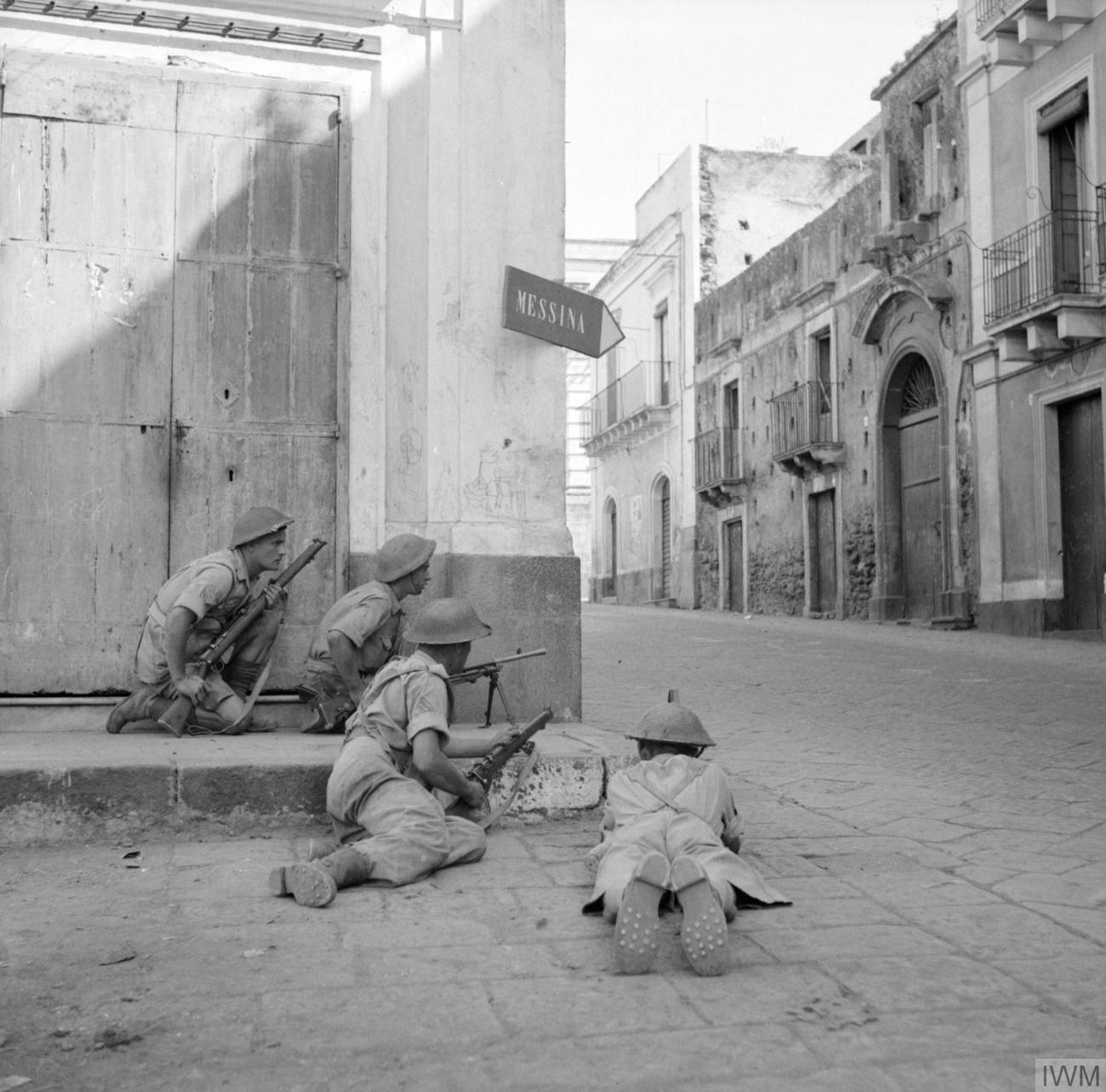
Els homes del 9è Batalló d'Infanteria Lleugera de Durham es posen a cobert a la cantonada d'Acireale, Sicília, el 8 d'agost de 1943.

El 4 d'agost els alemanys van fer volar abocadors de municions a l'aeròdrom de Catània i es van retirar, i el 5 d'agost el 6 i el 9 DLI van entrar a Catània. La resta de l'avanç va ser a través d'un territori ideal per a l'emboscada, amb vinyes en terrasses i alts murs de pedra que van provocar moltes baixes. Amb el final dels combats el 17 d'agost, la divisió es va descansar i va absorbir reforços. El 10 d'octubre la 168a Brigada va tornar a la 56a Divisió, aleshores implicada en les primeres etapes de la campanya d'Itàlia, i va ser substituïda permanentment per la 231a Brigada, que també va lluitar a Sicília. La 50a Divisió va saber que havia de tornar a Gran Bretanya, ja que va ser escollida per Montgomery, el comandant del Vuitè Exèrcit, juntament amb la 7a Divisió d'Infanteria Blindada i la 51a (Highland), per estar entre les divisions veteranes per participar en la campanya de Nord-oest d'Europa.
Durant la campanya a Sicília, la 50a Divisió havia perdut 426 morts, 1.132 ferits i 545 desapareguts; havia fet gairebé 9.000 presoners, la majoria italians, i havia guanyat 68 condecoracions a la valentia.

### El motí de Salerno
El 16 de setembre de 1943 uns 600 homes de les divisions 50 i 51, convalescents de la campanya nord-africana, van participar en el "motí de Salerno" quan van ser assignats per ser reemplaçaments a d'altres divisions britàniques que participaven en la invasió aliada d'Itàlia. Part d'un grup d'uns 1.500 homes, la majoria de nous reforços que havien sortit des de Trípoli, els veterans van entendre que s'havien de reunir amb les seves unitats a Sicília. Un cop a bord del vaixell, se'ls va dir que els portaven a Salerno per unir-se a la 46a Divisió d'Infanteria britànica. Molts dels soldats van sentir que se'ls 'havia enganyat deliberadament i es van negar a ingressar a unitats desconegudes. Van ser dirigits pel GOC del X Cos, el tinent general Richard McCreery, que va admetre que s'havia comès un error i va prometre que es tornarien a incorporar a les seves antigues unitats un cop Salern estigués segur. Els homes també van ser advertits de les conseqüències del motí en temps de guerra. Dels tres-cents homes que quedaven, 108 van decidir seguir les ordres, deixant un nucli dur de 192. Tots van ser acusats de motí en virtut de la Llei de l'exèrcit, el major nombre d'homes acusats en un moment determinat de tota la història militar britànica. Els acusats van ser enviats a Algèria, on es van obrir els consells de guerra a finals d'octubre. Tots van ser declarats culpables i tres sergents van ser condemnats a mort. Les condemnes van ser suspeses posteriorment, tot i que els homes van patir un assetjament constant durant la resta de la seva carrera militar.
La divisió va sortir de Sicília a mitjans d'octubre.

## Nord-oest d'Europa

### Entrenament i reforç

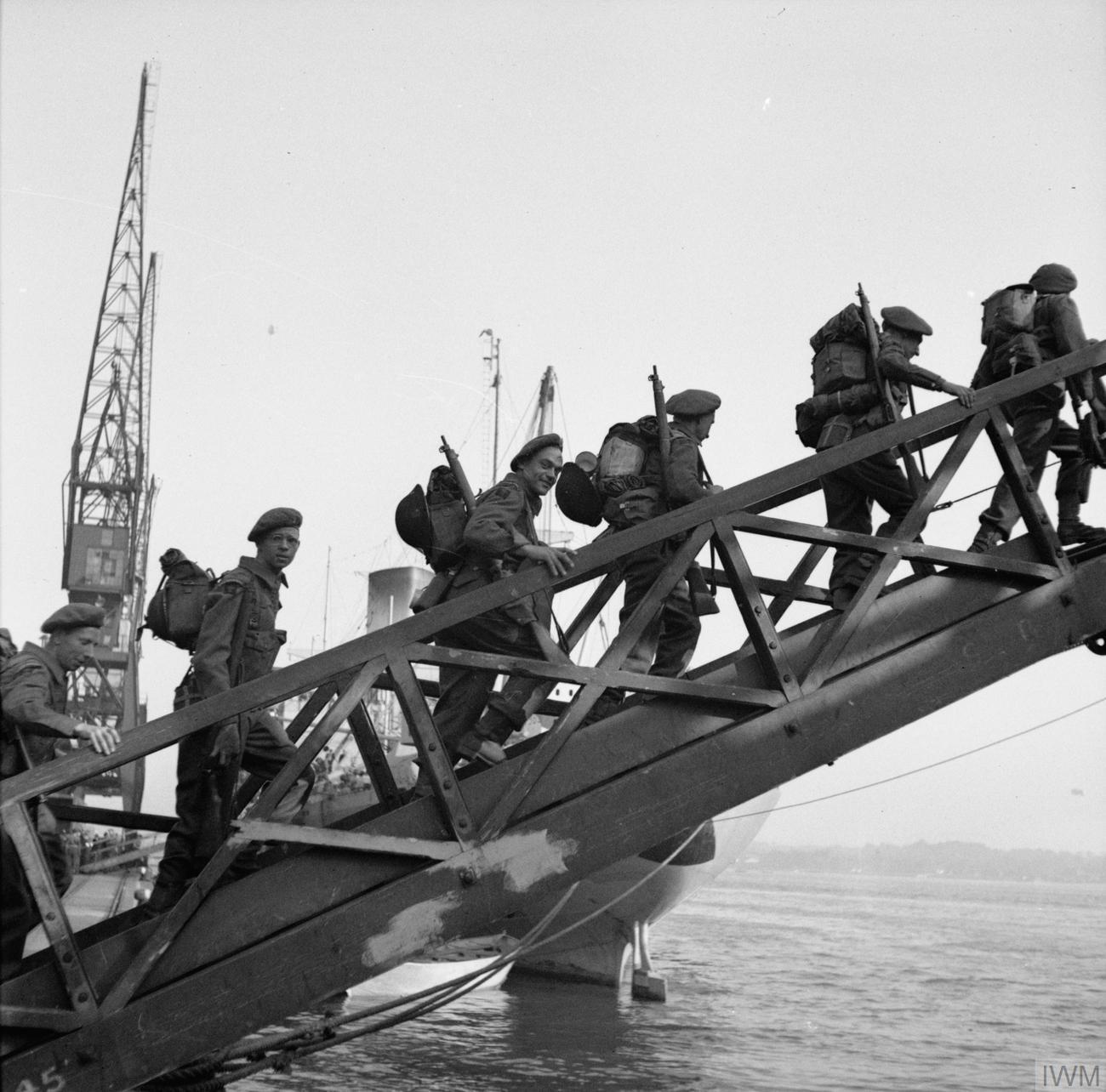
Tropes del 6è o 7è Batalló, Green Howards embarcant-se al LSI 'SS Empire Lance' a Southampton, el 29 de maig de 1944.

La 50a divisió va tornar a Gran Bretanya als molls de Liverpool a principis de novembre de 1943:
| «                                              | De camí a casa ens van dir que ens traguéssim totes les insígnies perquè ningú no sabia que anàvem, el primer que vam veure quan vam entrar a Liverpool Docks va ser una gran pancarta que proclamava 'Welcome Home 50th Division'. | » |
| — Sgt Max Hearst 5è regiment de East Yorkshire | |   |

Després de dues setmanes de baixa, la divisió va començar a entrenar per a la invasió, i la notícia que havia de ser una divisió d'assalt no va ser ben rebuda per la resta de files. El 19 de gener de 1944 el GOC, el major-general Kirkman, havia estat ascendit al comandament del XIII Cos al front italià i va ser substituït pel major general Douglas Graham, un soldat molt experimentat i competent que havia comandat una brigada al nord d'Àfrica. i una divisió a Itàlia abans de tornar a Anglaterra després de rebre una lesió. La 50a Divisió era ara part del XXX Cos, part del Segon Exèrcit Britànic del Tinent-General Sir Miles Dempsey. Per a les seves tasques el dia D, la divisió es va reforçar considerablement amb una brigada d'infanteria addicional (la 56), una brigada blindada (la 8), un Royal Marine Commando (el 47è), dos regiments d'artilleria (i bateries d'altres quatre) i enginyers addicionals i altres armes de suport, inclosos dos grups de platja (el 9 i el 10) per organitzar. la zona de desembarcament (i una tercera, la 36a, en reserva); això va portar la força total de la divisió a uns 38.000 homes. Les Brigades 69 i 231 van ser escollides per a l'assalt i van rebre entrenament especialitzat amb els tancs especialitzats al voltant d'Inveraray i més tard, a la costa sud. La 50a Divisió va ser carregada a bord dels seus vaixells el 3 de juny al vespre i va haver d'esperar a bord l'ajornament de 24 hores. El comandant de la divisió, el major-general Douglas Graham, va enviar un missatge en aquesta època:
| «                                                                                      | És a prop l'hora de colpejar, de trencar el Mur Occidental i entrar al continent europeu. A vosaltres, oficials i homes de la 50a Divisió (Northúmbria), heu rebut el gran honor d'estar a l'avantguarda d'aquest poderós cop per la llibertat. | » |
| — General Major Douglas Graham, comandant de la 50a Divisió d'Infanteria (Northúmbria) | |   |

### El Dia-D

#### Objectius
Les brigades d'assalt havien de desembarcar a la vora oriental de Gold, el nom en clau de l'àrea entre els pobles fortificats de Le Hammel i La Rivière. Les brigades posteriors havien d'eixamplar i aprofundir el cap de pont cap al sud i sud-oest, assegurant Arromanches, el futur lloc del port britànic Mulberry, capturant Bayeux i assegurant la carretera Caen-Bayeux (Ruta Nacional 13). Els Comandos havien de capturar Port-en-Bessin per la part posterior. Al final del dia, es va planificar que el cap de pont tingués entre 16 i 19 km (10 i 12 milles) d'ample i 11km (7 milles) de profunditat en alguns llocs, amb un enllaç amb la  1a Divisió d'Infanteria dels Estats Units), que desembarcaria a Omaha a l'oest i la 3a divisió canadenca desembarcant a l'est a Juno. Davant d'ells hi havia la 716a divisió d'infanteria estàtica alemanya i elements del 1r Batalló de la 352a divisió d'infanteria alemanya.

#### El Pla
L'hora H per a l'aterratge de la 50a Divisió va ser a les 7.25 hores, donant suport a les tropes d'assalt estaven els tancs DD de la 4t/7è Dragons Reials de la Guàrdia (e3 a la 69a Brigada) i els Sherwood Rangers Yeomanry (per a la 231a Brigada), aquests havien de desembarcar als minuts H-5. A l'hora H havien de desembarcar els primers blindats i sapadors especialitzats dels Grups de Platja (9è Grup de Platja per a la 69a Brigada, 10è Grup de Platja per a la 231a) i començar a eliminar obstacles i reduir els punts forts. La infanteria començaria a desembarcar a H+7, dues companyies de cada batalló, d'est a oest; 69a Brigada amb la 5a East Yorkshires a la platja Red King i 6è Green Howards a la platja Green King, 231a Brigada amb 1a Dorsets a Red Jig, 1r Hampshires a Green Jig, reforçades a H+20 amb la resta del batalló. Tropes addicionals del Beach Group havien de desembarcar a H+25 i H+30, i artilleria autopropulsada a H+60 ((86è Regiment de Camp (Hertfordshire Yeomanry) per a la 69a Brigada i el 147è Regiment de Camp (Essex Yeomanry) per a la 231a Brigada), aquests canons havien de disparar des de la nau de desembarcament en suport al desembarcament. Les brigades següents començarien a desembarcar a H+ 2+1⁄2 hores.

#### L'assalt

Un Universal Carrier de la 50a divisió desembarca el dia D el 6 de juny de 1944.

Les naus de desembarcament es van desplegar a 11 km de la platja, un recorregut més curt que els nord-americans (19 km), encara que a causa del clima molts dels tropes estaven marejats. En lloc d'arriscar els tancs DD amb el seu lliure bord limitat a la mar agitada, van ser desembarcats directament a les platges amb o lleugerament darrere de la infanteria d'assalt. Abans d'això, els enginyers del grup de platja havien desembarcat (280a Companyia per a la 69a Brigada i 73a Companyia per a la 231a, ambdues amb blindatge de suport) i havien començat a reduir els obstacles i les defenses de la platja. Els batallons d'assalt de la 69a brigada van desembarcar a banda i banda de La Rivière, els East Yorkshires van volar a l'est del seu desembarcament previst, atacant La Rivière per la part posterior a les 10:00. A l'oest, els Green Howard van ser capturats inicialment en un foc d'enfilada a La Rivière, però a les 10:00 eren 1 milla (1,6 km) terra endins a la carena de Meuvaines. Durant aquest avanç, el sergent major de companyia Stanley Hollis del 6è Green Howards va estar en la primera de les accions que li havien d'atorgar la Creu Victòria, l'única que es va concedir el dia D. El 7è Green Howards, desembarcant a H+45 minuts, va capturar el pont de Creuilly a les 15:00.
A l'oest, els batallons d'assalt de la 231a brigada van desembarcar a l'est de Le Hammel, els Hampshires prop de Le Hammel, els Dorsets més a l'est. El bombardeig previ a l'aterratge havia perdut els punts forts del poble que eren dotats per la 352a divisió alemanya. Això va provocar nombroses baixes entre els Hampshire, que com els Green Howard, van quedar atrapats en una enfilada, mentre que els Dorset estaven fora de la platja en una hora, no va ser fins a les 15:00 que l'últim punt fort de Le Hammel va ser reduït per un AVRE.
El 47 Comando va desembarcar a les 10:00, mentre els Hampshire encara lluitaven per Le Hammel, tres de les seves naus de desembarcament van ser enfonsades per obstacles ocults per la pujada de la marea. Van fer un avenç de combat cap a l'interior, però no van prendre Port-en-Bessin fins al matí del 8 de juny. A les 11:00 la brigada 151 va començar a desembarcar, després de la brigada 69, la brigada 56 va desembarcar a l'est de la platja prevista per evitar el foc des del punt fort de Le Hammel. A la nit, la divisió tenia un cap de platja de 9,7 km de profunditat per 9,7 km d'ample, s'havia establert contacte amb els canadencs i les patrulles de la 56a Brigada havien entrat a Bayeux, però la divisió encara no havia arribat a la carretera Bayeux-Caen.
Durant el dia D, a més de la VC de Stanley Hollis, els homes de la divisió van guanyar 32 Medalles Militars, tres Medalles de la Conducta Distingida, 15 Creus Militars i 5 Ordes del Servei Distingit (una per barra). La divisió va patir 400 baixes mentre assegurava el seu cap de platja, 174 d'elles del 1r Hampshire. A mitjanit del 6 de juny, 24.970 homes havien desembarcat a Gold.

### Normandia

Els oficials inspeccionen un tanc alemany Mk IV noquejat per homes de la Infanteria Lleugera de Durham, l'11 de juny de 1944.

L'operació Perch va començar el 7 de juny i va ser l'intent de capturar Caen després que l'atac directe del dia D fracassés. El pla deia que la 7a Divisió Cuirassada, amb el suport de la 50a Divisió, atacaria cap al sud per capturar Tilly-sur-Seulles, després de la qual cosa la 7a Cuirassada capturaria Villers-Bocage i Évrecy. El 7 de juny, la 50a Divisió va ocupar Bayeux i va avançar 5 km al sud. El 8 de juny, una columna de la divisió va començar cap al sud sobre el ferrocarril Caen-Bayeux cap al Bocage. Avançant 5.500 m fins als ponts entre Tilly i Saint-Pierre 1,6 km a l'est), se'ls va unir el 8è DLI, però s'havien col·locat en un sortint de cara a la Divisió Panzer Lehr i la Divisió SS Hitlerjugend. Saint-Pierre va ser capturat després d'un combat a poc a poc pel 8 DLI i el 24th Lancers el 9 de juny. Contraatacats el 10 de juny, van estar durant un temps envoltats. Aquest contraatac va frenar l'avanç a Villers-Bocage aquell dia i l'atac de la 69a Brigada a Cristot. El 8è DLI va ser finalment retirat el 12 de juny després de perdre 212 oficials i homes en la lluita. Durant aquest temps, la resta de la divisió havia lluitat cap endavant per mantenir una línia (a banda i banda de la 7a Divisió Blindada) entre La Belle Epine i Point 103 (~1,6 km)) al nord-est de Saint Pierre.
| «                                | Al llarg de les platges i als seus marges s'escampaven les restes de les defenses alemanyes i les nostres naus i tancs de desembarcament, rovellant els monuments commemoratius dels primers enfrontaments de la campanya de Normandia. A les carreteres entre les platges i les primeres línies britàniques, s'arrossegaven, s'aturaven i tornaven a començar, corrents interminables de camions, tancs, cotxes blindats i jeeps. El mar era agitat, el sol brillava. Les carreteres es van desintegrar en pols. Cada viatge és un malson d'embussos, pols, calor i fums del motor. | » |
| — Capità E Clay GSO3 50a divisió | |   |

El 12 de juny, la 7a Divisió Blindada va ser apartada cap a l'oest per dirigir-se cap al sud i prendre Villers-Bocage des de l'oest, posant-se darrere de la Divisió Panzer Lehr enfront de la 50a Divisió. Això va tenir com a resultat la batalla de Villers-Bocage, i la retirada del 7è blindat de la zona el 15 de juny. La 50a Divisió va atacar al flanc de Tilly-sur-Seulles, fins i tot al llarg de la carretera Tilly–Balleroy, amb la 151a Brigada prenent Verrières i la meitat de la ciutat de Lingèvres i la 231 Brigada prenent La Senaudière.
| «                                              | Entrem a l'assalt. Els [6è] Durham entren com bojos amb les baionetes fixes als edificis de la granja. Hi ha dos 75, tres canons SP, una mitja pista i set posicions de Spandau excavades en un carril enfonsat. Les baixes són tan grans després de la batalla que s'han de formar dues companyies compostes de tot el batalló. Però quines tropes magnífiques són aquests Durhams. Van ser les tripes el que els van fer entrar a Verrières. | » |
| — Capità Stephan Perry, FOO 86th Field Rgt RA. | |   |

Després dels durs combats al voltant de Cristot, la 69a Brigada va ser rellevada per la 49a Divisió i va estar descansant durant dos dies.

#### Estancament

Zona de les batalles de la divisió a Normandia.

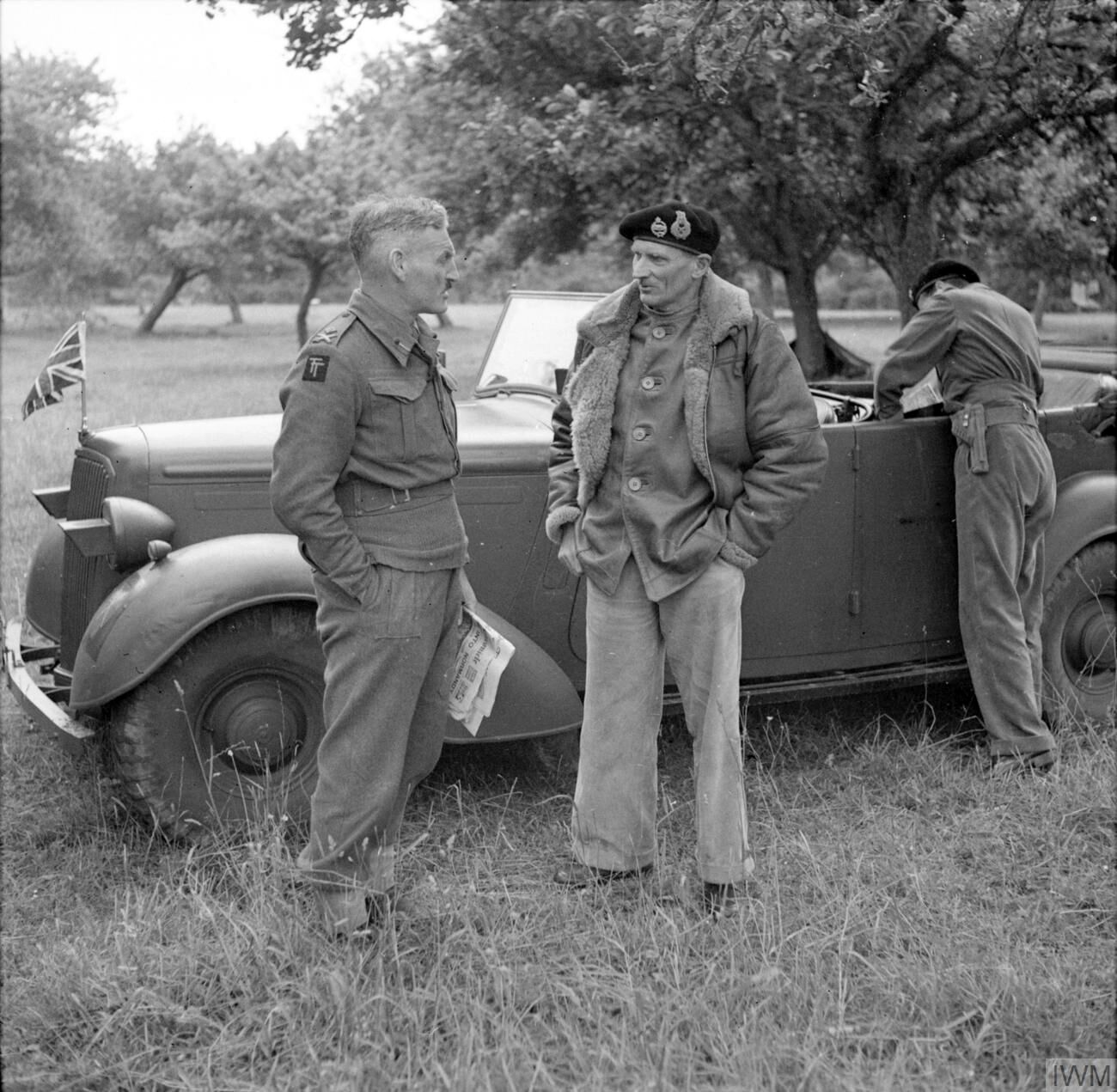
El general Sir Bernard Montgomery en conversa amb el major general Douglas Graham, GOC de la 50a Divisió d'Infanteria (Northúmbria), fotografiats a Normandia, 20 de juny de 1944.

El 19 de juny, la divisió i la Panzer Lehr, igualment esgotada, es van establir en una calma. El 16 de juny, la 69a havia avançat contra una dura resistència a Longraye, aproximadament a la meitat del seu objectiu d'una carretera al sud i el 18 de juny la divisió finalment havia pres Tilly amb la 2a Essex (56a Brigada)). Juntament amb el 6è DLI i els tancs del 24è de Llancers, el 2n Essex va ser precedit per un bombardeig rodant, descrit com "La perfecta cooperació d'artilleria, tancs i infanteria va demostrar realment el que es podia fer". El 19 de juny dos intents de prendre Hottot (1,5 km) al sud de Tilly) per la 231a Brigada (1r Hampshires i després el 2n Devons) va fallar, ambdues vegades van ser forçades a sortir del poble en ruïnes pels blindats.
La divisió estava organitzada ara amb la 231a Brigada al nord de Hottot, la 151a Brigada al voltant de Tilly i la 69a Brigada al sud de La Belle Epine. Aquest punt mort encara incloïa el patrullatge, els franctiradors i l'aprofitament del foc de morter des d'ambdós costats. Una font addicional de malestar va ser la gran quantitat de bestiar mort a la zona i la pudor resultant, qualsevol intent de fer front a aquest inconvenient atreia el foc alemany. La divisió va quedar, doncs, al marge de l'operació Epsom a finals de juny.
El següent avanç va ser un atac de la 231a brigada contra Hottot una vegada més l'11 de juliol, després que la 56a brigada hagués estat rebutjada tres dies abans. Tant els Devon com els Hampshire van arribar a Hottot amb l'ajuda d'un bombardeig rodant, AVRE, tancs de flagels i els morters i metralladores dels Cheshire, però van ser contraatacats pels Panzer IV i Panthers i accidentalment disparats pels Typhoons. Es van veure obligats a retirar-se a la tardor de la nit. Només els Hampshires van tenir 120 baixes, entre elles 43 morts. El 18 de juliol, la Panzer Lehr va abandonar Hottot, des del dia D la divisió havia patit 4.476 baixes, de les quals 673 eren morts.

#### Avanç cap a la bossa de Falaise

Membres dels Green Howards (del 6è o 7è batallons) parlant amb civils francesos, el 23 d'agost de 1944.

Programat per donar suport al trencament estatunidenc a l'oest (l'operació Cobra), el VIII Cos i el XXX Cos havien d'atacar al sud. La 50a Divisió havia d'avançar cap a Villers-Bocage amb la 43a divisió a la dreta i la 59a a l'esquerra. El 30 de juliol, les Brigades 231 i 56 van prendre una cresta d'altura (Anctoville) aproximadament a mig camí de Villers-Bocage contra una oposició cada cop més afeblida. El 2 d'agost, la Brigada 69 va avançar, encarant només el foc d'armes lleugeres, cap a Tracy-Bocage, a l'oest de Villers-Bocage, capturant un comandant del regiment i el seu quarter general de la 326a divisió, dos dies més tard, una patrulla dels Hampshires va entrar al poble en ruïnes i amb trampes explosives i va veure les restes de l'enfrontament de blindats que hi havia tingut lloc gairebé dos mesos abans. El 5 d'agost, la divisió va ser retirada de la línia per primera vegada des del dia D i va rebre tres dies de descans.
Tornant del seu descans després que els alemanys haguessin llançat l'operació Lüttich, la divisió va tenir l'encàrrec d'avançar cap a Condé-sur-Noireau a uns 21 km del seu punt de partida (Le Plessis-Grimout, capturada per la 43a divisió la nit del 7 d'agost) impedint així que els alemanys poguessin posar totes les seves forces contra els americans. El 9 d'agost, la 151a i la 69a Brigades van atacar al seu torn recolzades pels tancs dels 13è/18è d'Hússars contra l'enduriment de la resistència per acabar el dia abans de Saint-Pierre-la-Vieille. Durant els dos dies següents, la 231a Brigada va guanyar terreny a l'oest i al sud de Saint-Pierre, i després d'agafar un turó al sud-est del poble, la 151a Brigada va estar descansada durant diversos dies. La nit del 12/13 d'agost els 7è Green Howards va entrar a Saint-Pierre, això va trencar la resistència alemanya en aquesta zona i Condé va entrar l'endemà, i va començar la reducció de la bossa de Falaise. El comandant del XXX Cos, tinent general B G Horrocks, va elogiar la divisió en una carta al seu GOC.
| « | No puc elogiar-vos més que dir que la divisió de combat més experimentada de l'exèrcit britànic ha tornat a estar a l'altura de la seva gran reputació. | » |

Es va considerar que la 50a Divisió va tenir un bon rendiment durant la campanya de Normandia, no patint els problemes inicials de les altres dues divisions veteranes. Això pot haver estat degut a la major rotació de personal abans del dia D; no obstant això, la divisió encara va patir els mateixos problemes de fatiga de batalla, deserció i soldats que marxaven que les altres divisions veteranes, però no va afectar la preparació per a la batalla de la divisió. Es va assenyalar que a Normandia,
| «                            | ...que molts veterans s'estan quedant sense coratge. La majoria dels homes tenen una quantitat finita d'aquesta mercaderia i es pot esgotar. Els alemanys no tenien aquest problema. Tots els desertors són afusellats. Així, tothom es quedava a la línia de tir. El soldat d'infanteria mitjà ha lluitat en sis grans atacs sense ser colpejat, sap que no en durarà sis més. ... No m'agrada pensar que el millor que pot passar és ser ferit: aconseguir un "bitllet cap a casa". | » |
| — Lt G Picot, 1r Hampshires. | |   |

### Trencament
La divisió va passar per les restes de la Bossa de Falaise i el 22 d'agost havia passat Argenten. Ara ocupava la posició al flanc esquerre de l'avanç del XXX Cos, darrere de l'11a Divisió Blindada, netejant els alemanys ignorats. En una ocasió, prop de Beauvais, un major, caporal i un soldat del 2n Cheshire amb tres membres de les FFI van fer presoners a 500 alemanys. Altres petites accions es van combatre a Picquigny i Oudenarde. El 29 d'agost va creuar el Sena per darrere de la 43a Divisió, i el 2 de setembre de la 231a Brigada va entrar a Brussel·les per darrere de la Divisió Blindada de la Guàrdia; la brigada va participar en les cercaviles cerimonials d'alliberament. Després de la captura d'Anvers, la 231a Brigada va guarnir aquesta ciutat, mentre que la 151a Brigada va guarnir Brussel·les.

### Els Països Baixos

#### Geel
El 7 de setembre, la divisió es va reunir per continuar la marxa del XXX Cos cap a la frontera neerlandesa. El Cos havia de forçar un pas a través del canal Albert, i la divisió va tenir l'encàrrec d'atacar cap a Geel, que es trobava en un angle entre els canals Albert i Bocholt-Herentals, mentre que els guàrdies blindats creuaven a Beringen al sud-est. A la matinada del 8 de setembre, 6 Green Howards van creuar el canal sense oposició utilitzant un petit nombre de barques Goatley com a ferri, trigant més de tres hores a fer-ho. Amb la resta de la 69a Brigada, van capturar l'encreuament de la carretera de Geel del canal i el seu pont volat a finals del 10 de setembre. La nit del 8 de setembre, la 151a Brigada va creuar el canal cap al sud-est, la 8a DLI va rebre baixes fins que va rebre el suport de les armes més pesades de la 2a Cheshire i va derrotar un contraatac aquella nit. L'endemà, amb el suport del regiment de reconeixement de la divisió, el 6è DLI va avançar cap a Geel. L'endemà (10 de setembre) amb l'arribada del 9è DLI i els tancs dels Sherwood Rangers, la brigada va avançar cap a Geel davant la resistència que va començar quan els alemanys van atacar quan el 6è DLI començava. Malgrat això, el 6è DLI va arribar a Geel, expulsant els alemanys casa per casa mentre els altres dos batallons van lluitar contra atacs alemanys addicionals entre Geel i el canal. Un altre contraatac aquell vespre va tallar algunes unitats del 6è DLI i va forçar la resta a tornar a les parts sud de Geel i va pressionar amb força els altres batallons als flancs durant tot l'endemà. La brigada es va assabentar que els seus oponents incloïen tropes de paracaigudes i batallons de camp de la Luftwaffe que contenien algunes tropes joves poc entrenades però fanàtiques. El 12 de setembre es va donar l'ordre al 50è de retirar-se del cap de pont de Geel. Més tard aquell dia les dues brigades van ser rellevades per la 15a Divisió, que el 13 de setembre va entrar a Geel sense oposició, els alemanys havien fugit.

#### Operació Horta

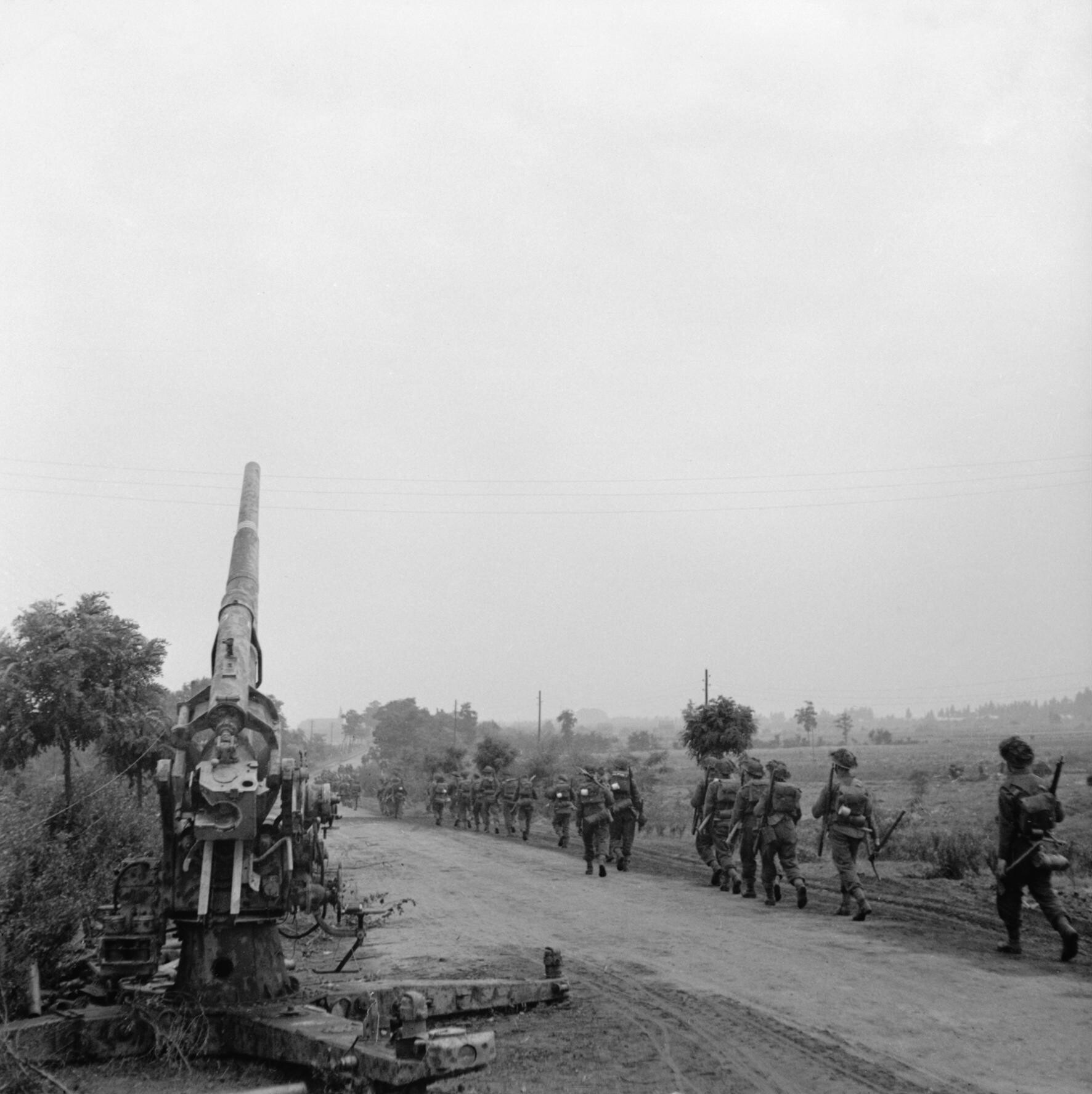
Infanteria de la 50a Divisió (Northúmbria) passant per davant d'un canó alemany de 88 mm noquejat a prop del "Pont de Joe" sobre el canal Mosa-Escaut a Bèlgica, 16 de setembre de 1944.

Després de tres dies de reorganització a la zona de Pael, la divisió es va desplegar al cap de pont sobre el canal Escaut (Bocholt-Herentals), part del component terrestre d'Horta. Havien de seguir les Guàrdies Blindades i les 43a Divisions en l'avanç com a reserva del Cos. A les 13:30 del 17 de setembre, l'artilleria de camp de la divisió i els morters de la 2a Cheshire van participar en el bombardeig artiller inicial. L'avanç terrestre va començar a les 14:30, i més tard durant el dia, quan els Guàrdies van arribar a Valkenswaard, la 231a Brigada va ser convocada per netejar els boscos a l'esquerra de l'avanç dels Guàrdies, per caçar equips de 'bazooka'. L'endemà, el 2n Devons es va fer càrrec de Valkenswaard, el comandament del batalló es va convertir en governador de la ciutat, i el 9è DLI va repel·lir un contraatac al cap de pont d'Escaut.
Després de la captura de Nijmegen, la 69a Brigada i el 124è Regiment de Camp van ser empès cap endavant i van arribar a la seva zona la tarda del 21 de setembre. L'endemà els alemanys van començar a intentar tallar la ruta de subministrament de l'avanç i van atacar la carretera i amb dos batallons d'infanteria i un regiment de tancs prop d'Uden, a 13 km al sud del pont de Grave. Això va deixar el 5è East Yorkshire al nord del tall i la resta de la brigada al sud L'endemà, els alemanys van intentar enfortir el seu control a la carretera atacant Veghel, més al sud. La infanteria nord-americana, els tancs i l'artilleria britànics, treballant en una cooperació improvisada però estreta, van expulsar l'enemic amb grans pèrdues. Això va permetre a la brigada unir-se i avançar cap a Nijmegen, on es van traslladar al cap de pont sobre el Waal i van passar al comandament de la Divisió Blindada de la Guàrdia.
| «                                      | Vam creuar el pont i vam agafar el relleu dels ianquis... Quan ens vam acostar al pont hi havia molts paras americans morts disposats. Aquí ens vam trobar amb els soldats d'assalt alemanys, ja sabeu els nois de la mort o de la glòria... Vam cavar a banda i banda i vam mantenir la posició durant uns quants dies. Els homes granota van remuntar el riu per volar el pont, però van ser detectats a temps i van disparar a l'aigua. Estava assegut en una trinxera prenent una copa quan va venir un avió, vaig dir "mireu els pobres insectes en flames!" Aquesta va ser la meva primera visió d'un caça a reacció. | » |
| — — Sgt Max Hearst, 5è East Yorkshires | |   |

A causa de la congestió de la carretera i dels intents alemanys de tallar la carretera, la 69a Brigada es va veure obligada a menjar racions alemanyes capturades, la melmelada tenia gust de goma, la margarina estava rància i els oficials mèdics del regiment van confirmar que la carn era dolenta.
La resta de la 50a Divisió tenia ara l'encàrrec de mantenir oberta la carretera entre Uden i Veghel. El 23 de setembre, la carretera es va tallar temporalment i un dels genets d'enviament del 9è DLI va conduir el comandant del cos a través de la bretxa de les carreteres posteriors. Reforçada amb la 131 Brigada, la divisió juntament amb els nord-americans van lluitar durant els dos dies següents mantenint la carretera oberta, i el 26 de setembre van acabar els intents alemanys.
Mentrestant, la 69a Brigada a Nijmegen va rebre l'encàrrec de capturar Bemmel, un poble al nord del riu. El 5è East Yorkshire ho va aconseguir després de durs combats els dies 24 i 25 de setembre, però van patir un fort foc d'artilleria durant dies. L'endemà, el 6è Green Howard va rebre l'ordre d'ocupar Haalderen, però la infanteria va ser ignorada pels observadors alemanys i es va trobar amb una severa oposició dels tancs ocults, i no va aconseguir capturar el seu objectiu. El 7è Green Howards a la seva esquerra va fer més progressos, i la lluita per Haalderen va continuar l'endemà.

#### El Sortint de Nijmegen
En aquest moment (27 de setembre) les tropes aerotransportades més al nord a Arnhem s'havien retirat. Els alemanys es van reagrupar i van assaltar el nou sortint i el 30 de setembre la Brigada 69 amb el suport dels 13/18 d'Hússars, es va enfrontar al primer assalt. L'endemà, setanta tancs i l'equivalent a una divisió d'infanteria van atacar la brigada, la intensitat de la seva defensa es pot jutjar pel fet que el 124è Regiment de Camp va disparar un total de 12.500 obusos de 25 lliures durant l'acció i 'B' Company of 2nd Cheshires va disparar 95.000 rondes de metralladora mitjana.
La brigada va ser rellevada per la resta de la 50a Divisió que va continuar l'atac al voltant de Haalderen (151a Brigada) i redreçant la línia entre allí i Bemmel (231a Brigada). La divisió estava ara encarregada de vigilar el cap de pont al nord de Nijmegen anomenat l'Illa, i durant gairebé dos mesos la guerra estàtica va ser la norma, patrullant. Les tropes avançades rotaven regularment amb permís freqüent a Brussel·les, Anvers i Eindhoven, la banda del regiment del DLI va ser portada de la seva base a Brancepeth iva oferir música per a concerts i balls amb els veïns. Les baixes a les batalles a l'illa a principis d'octubre havien estat greus: gairebé 900, entre ells 12 oficials i 111 soldats més morts en acció, 30 oficials i 611 soldats més ferits i altres 114 desapareguts, en total des que la 50a Divisió del Dia D havia patit les baixes de 488 oficials i 6.932 entre sots-oficials i tropa, però també s'havien assimilat 358 oficials i 8.019 sots-oficials i tropa.
El 29 de novembre, la divisió va ser rellevada i tornada a Bèlgica.

## Tornada a Anglaterra
A principis de novembre, Montgomery havia pronunciat un discurs als oficials de la divisió en un cinema de Bourg Leopold en el sentit que la 50a Divisió tornaria a Anglaterra com a 50a Divisió d'Infanteria (Reserva), una divisió d'entrenament. Els veterans que havien servit tres anys i mig o més a l'estranger serien repatriats a Gran Bretanya sota l'esquema Python o se'ls donaria un permís generós (LILOP, Leave in lieu of Python -Permís en lloc de Python). Es van establir altres tres categories d'homes, els reforços d'infanteria més recents s'havien d'enviar a altres batallons de fusellers, homes que requerien un reciclatge com a infanteria i d'altres que podien fer tasques de guarnició.
La majoria dels batallons d'infanteria van ser reduïts a un quadre de 12 oficials i 109 homes (el 9è DLI i el 2n Devons es van reforçar i es van unir a la  131a Brigada d'Infanteria de la 7a Divisió Blindada a canvi dels 1/6 i 1/7 Batallons del Regiment Reial de la Reina (West Surrey)). El 74è Regiment de Camp RA va ser transferit a la 49a Divisió, el control del Grup d'Exèrcits del 90è al 21è, el 102è Regiment Antitanc transferit a la 15a Divisió. Les restes de la divisió van tornar a Gran Bretanya el 14 de desembre per entrenar nous reclutes i personal de rereguarda convertit.
L'agost de 1945, el quarter general de la divisió va renunciar al control de les seves unitats, va ser enviat a Noruega i convertit en Quarter General de les Forces Terrestres Britàniques a Noruega per a les últimes etapes de l'operació Doomsday.

## Postguerra
L'Exèrcit Territorial es va reformar l'1 de gener de 1947. El reclutament va ser lent, però la 151a Brigada (ara composta pel 4t i 7è Royal Northumberland Fusiliers i el 8è DLI), juntament amb el 6è DLI i el 17è (9è DLI) Regiment de Paracaigudistes. van poder muntar un campament d'estiu aquell any (tot i així la 7a RNF només va poder reunir 71 oficials i homes).
El 1961 la divisió es va convertir en una seu de districte com a 50a Divisió/Districte (Northúmbria), i es va dissoldre després de la reducció de la TA a la Reserva de Voluntaris Territorials i de l'Exèrcit l'1 d'abril de 1967, quan moltes unitats individuals de TA. van perdre la seva identitat. La pròpia seu del districte va formar el nucli de l'estructura per a la creació del Districte del nord-est sota la seu de les Comandament de terra (Exèrcit britànic)forces terrestres del Regne Unit el 1972.

## Oficials generals al comandament
La divisió va tenir els següents comandants:
| Nomenat            | Nom                                    |
| ------------------ | -------------------------------------- |
| febrer de 1935     | Major-General William N. Herbert       |
| febrer de 1939     | Major-General Giffard Le Q. Martel     |
| desembre de 1940   | Major-General William H. Ramsden       |
| juliol de 1942     | Major-General John S. Nichols          |
| abril 1943         | Major-General Sidney C. Kirkman        |
| gener de 1944      | Major-General Douglas A.H. Graham      |
| 1945               | Major-General Robert F.B. Naylor       |
| agost de 1946      | Major-General John B. Churcher         |
| 1 de gener de 1947 | Major-General John Y. Whitfield        |
| gener de 1948      | Major-General Charles F. Loewen        |
| juliol de 1950     | Major-General Lashmer G. Whistler      |
| març de 1951       | Major-General Horatius Murray          |
| agost de 1953      | Major-General Cyril H. Colquhoun       |
| setembre de 1956   | Major-General William H. Hulton-Harrop |
| maig de 1959       | Major-General Lord Thurlow             |
| maig de 1962       | Major-General Antony Read              |
| març de 1964       | Major-General Richard Keith-Jones      |
| juliol de 1966     | Major-General Derek Horsford           |